# Полтава
Полта́ва (укр. Полта́ва) — город в центре Украины. Административный центр Полтавской области, Полтавского района и Полтавской городской общины. Расположен на Приднепровской низменности на реке Ворскла.
Полтава — важный культурный центр, крупный транспортный узел. Площадь города — 103,5 км², административно город разделён на три района: Шевченковский (бывший Жовтневый), Киевский и Подольский (бывший Ленинский). Численность населения — 285 тыс. человек (2024).
В состав Полтавской городской агломерации включают следующие населённые пункты: Яковцы (Ближние и Дальние), Кротенки, Патлаивка, Затурино, Макуховка, Копылы, Терешки, Шмыгли, Щербани, Россошинцы, Горбанёвка, Мыльцы, Супруновка, Шостаки, Гожулы, Рыбцы, Ивонченцы, Жуки.
Полтава является центром Полтавской городской общины (Полтавської міської громади), созданной в 2020 году, согласно распоряжению Кабинета министров Украины № 721-р от 12 июня 2020 года «Об определении административных центров и утверждении территорий территориальных общин Полтавской области» («Про визначення адміністративних центрів та затвердження територій територіальних громад Полтавської області») путём объединения территорий населённых пунктов Полтавского городского и Абазовского, Бричковского, Вилковского, Гожулянского, Ковалевского, Пальчиковского, Семяновского, Супруновского, Тахтауловского, Черноглазовского сельских советов Полтавского района Полтавской области. Площадь Полтавской городской общины составляет 547,8 км², население — 312,8 тыс. чел.
Полтава является административным центром Полтавского района. До проведения реформы децентрализации население района составляло 68,4 тыс. чел. (по оценкам на 01.10.2020), площадь — 1259 км². Площадь современного Полтавского района — 10 858,6 км², население — 595,9 тыс. чел.
Также выделяют Полтавскую региональную агломерацию, в состав которой включают бывшие (до реформы децентрализации) Полтавский, Диканьский, Машевский и Новосанжарский районы области с численностью населения 462,4 тыс.чел. и площадью 4277 км².

## Географическая характеристика

### Месторасположение
| С-З | Киев ~ 343 км                      | Сумы ~ 173 км Брянск ~ 551 км |                                  | С-В |
| З   | Черкассы ~ 244 км Винница ~ 595 км | Роза ветров                   | Харьков ~ 143 км                 | В   |
| Ю-З | Кропивницкий ~ 247 км              | Днепр ~ 212 км                | Донецк ~ 397 км Луганск ~ 497 км | Ю-В |

Полтава находится в 301 км к востоку от Киева. Географические координаты: 49º 35’ северной широты, 34º 33’ восточной долготы, 140 м над уровнем моря.
Город расположен на Приднепровской низменности, на обоих берегах реки Ворскла. Один из притоков реки — Коломак, впадает в неё в пределах города. В черте города находятся несколько небольших естественных озёр и множество искусственных прудов. Рельеф города в большинстве своём равномерен, на расстоянии 1,5 км от реки наблюдается резкий подъём (правый берег Ворсклы, на котором расположен город, более крут, высота холмов доходит до 80—100 м относительно уровня реки).
Географическое положение Полтавы довольно выгодно и с течением истории существенно повлияло на развитие города. Город находится на важных транспортных путях и обеспечивает связь между крупнейшими городами Украины — Киевом, Харьковом и Днепром.

### Климат

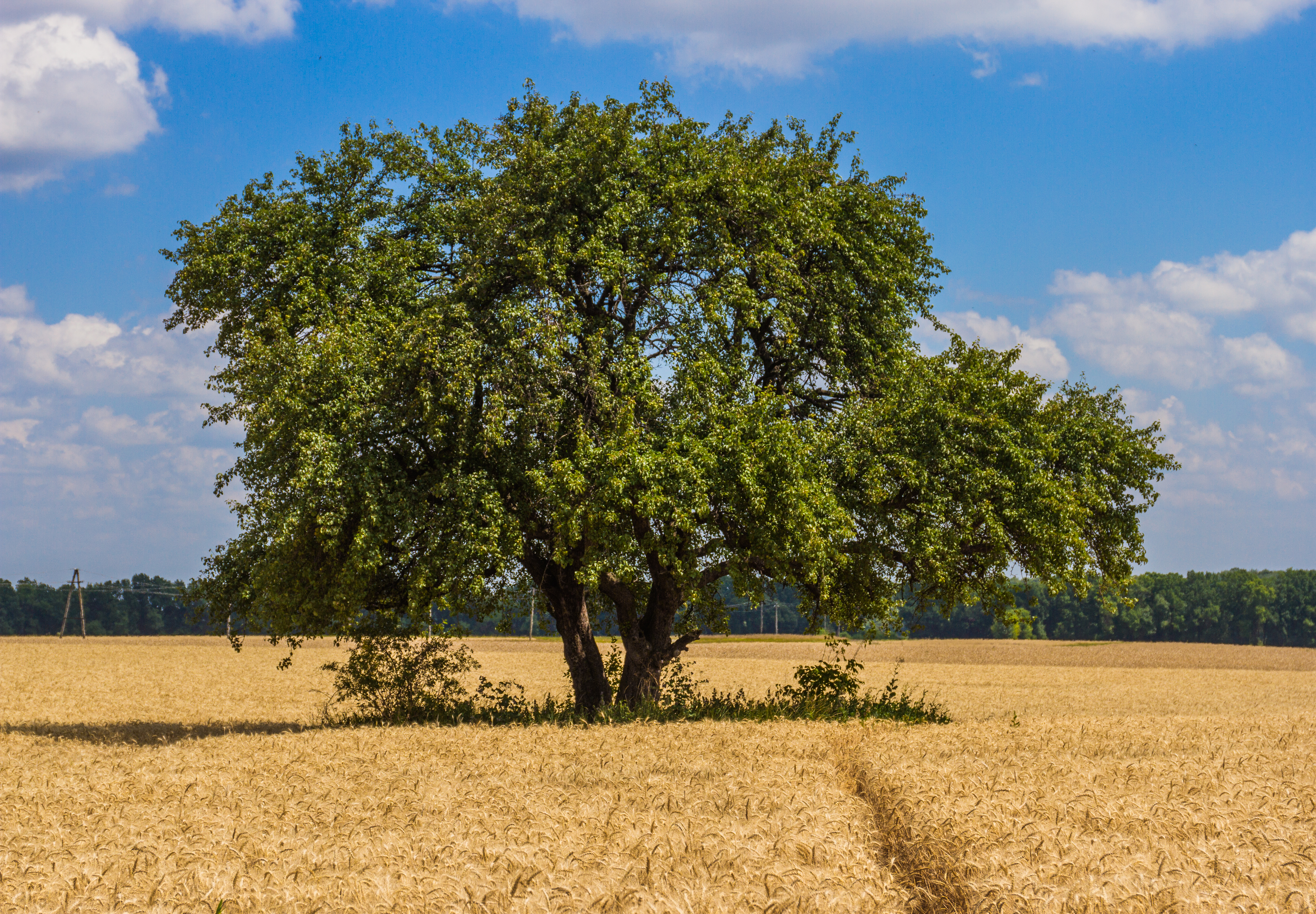
Полтавская летняя пашня

В целом климат города  континентальный с холодной зимой и тёплым (иногда знойным) летом. Наиболее тёплым за весь период наблюдений оказался 2010 год. Наибольшее повышение температуры произошло в первую половину года.
Среднегодовая температура воздуха составляет +8,8 °C, наиболее низкая в январе (−4,2 °C), наиболее высокая — в июле (+21,7 °C). 
В среднем за год в Полтаве выпадает 583 мм атмосферных осадков, меньше всего их в феврале-марте, больше всего — в июле. Относительная влажность воздуха в среднем составляет 74 %, наименьшая она в мае (61 %), наибольшая — в декабре (88 %).
Зима в Полтаве холодная, с частыми метелями и редкими оттепелями. Каждую зиму в Полтаве образуется устойчивый снежный покров, максимум которого приходится на февраль и составляет 1 метр 20 сантиметров. Средняя высота снежного покрова в декабре составляет 45 см, в январе уже 65 см, в феврале 71 см. Постоянный снежный покров устанавливается во второй — третьей декаде ноября, после чего наступает климатическая зима.
Весна наступает во второй — третьей декаде марта. Снег сходит в первой декаде апреля.
Лето наступает во второй декаде мая.
Осень наступает в первой декаде сентября.
Наибольшую повторяемость в городе имеют ветры с запада, наименьшую — с севера и юго-востока. Наибольшая скорость ветра — в феврале, наименьшая — в августе. В январе она в среднем составляет 4,6 м/с, в июле — 3,1 м/с. Количество дней с грозами в среднем за год равно 13, с градом — 5, со снегом — 59.
- Средняя температура января — −4,2 °C
- Средняя температура июля — +21,7 °C
- Среднегодовая температура — +8,8 °C
- Среднегодовая скорость ветра — 3,5 м/с
- Среднегодовая влажность воздуха — 74 %
- Среднегодовое количество осадков — 583 мм

| Показатель                    | Янв.  | Фев.  | Март  | Апр.  | Май  | Июнь | Июль | Авг. | Сен. | Окт.  | Нояб. | Дек.  | Год   |
| ----------------------------- | ----- | ----- | ----- | ----- | ---- | ---- | ---- | ---- | ---- | ----- | ----- | ----- | ----- |
| Абсолютный максимум, °C       | 11,1  | 16,0  | 23,6  | 29,9  | 34,2 | 35,7 | 39,0 | 39,4 | 35,2 | 29,6  | 20,0  | 13,5  | 39,4  |
| Средний суточный максимум, °C | −1,7  | −0,3  | 5,6   | 15,1  | 21,7 | 25,2 | 27,5 | 27,1 | 20,7 | 12,9  | 4,8   | −0,2  | 13,2  |
| Средняя температура, °C       | −4,2  | −3,4  | 1,7   | 9,9   | 16,0 | 19,7 | 21,7 | 21,0 | 15,2 | 8,4   | 1,9   | −2,6  | 8,8   |
| Средний суточный минимум, °C  | −6,5  | −6    | −1,6  | 5,2   | 10,6 | 14,6 | 16,4 | 15,5 | 10,4 | 4,8   | −0,4  | −4,7  | 4,9   |
| Абсолютный минимум, °C        | −32,2 | −29,1 | −22,8 | −11,1 | −1,7 | 3,0  | 7,2  | 2,8  | −3   | −11,1 | −21,5 | −28,6 | −32,2 |
| Норма осадков, мм             | 42    | 33    | 42    | 37    | 58   | 70   | 65   | 42   | 61   | 48    | 41    | 45    | 583   |
| Источник:                     |       |       |       |       |      |      |      |      |      |       |       |       |       |

## История

### Археологические находки
На территории Полтавы первобытные люди проживали ещё во времена палеолита. В урочище Белая гора, расположенном на окраине Полтавы, обнаружена стоянка времён неолита. Археологические раскопки на территории города показали, что ещё в IX веке на Ивановой горе на территории нынешней Соборной площади славянским племенем северян было построено укреплённое городище. Близ парка Победы найдены остатки двух поселений конца X — начала XI века. Напротив юридической академии найдены остатки посада из трёх глиняных домов XI—XII веков. Дальнейшие изыскания показали, что на территории Соборной площади, Первомайского проспекта и Спасской улицы существовали непрерывные участки городской застройки — улицы, жилые, хозяйственные и производственные помещения.

### Средневековье
Основано в IX веке северянами как форпост перед Посульской линией.
В Ипатьевской летописи 1174 года впервые упоминается укрепление на реке Лтаве, однако не указывается его точное местонахождение.
В 1240 году поселение было практически полностью разрушено во время монголо-татарского нашествия, и долгое время созвучные названия в письменных источниках не встречались. В середине XIV века Киевское княжество, в состав которого входила и Полтава, было присоединено князем Ольгердом к Великому княжеству Литовскому.
В 1430 году в грамоте великого князя литовского Витовта впервые упоминается Полтава, находившаяся в это время под его властью, которую он передал перешедшему на литовскую сторону ордынскому князю Александру Глинскому, который соорудил здесь крепость — деревянные укрепления и земляные валы вокруг Полтавы.
В 1482 году Полтава подверглась нападению крымского хана Менгли I Гирея.
С 1503 года Полтава принадлежала князю Михаилу Глинскому.
В 1508 году она была у него отобрана польским королём Сигизмундом I за участие в антипольском восстании. Однако позже всё же была возвращена семье Глинских. В 1537 году хозяином Полтавы становится зять Глинских — Байбуза.
В 1569 году по Люблинской унии Полтава из состава Великого княжества Литовского была передана в состав Королевства Польского. В 1576 году Стефан Баторий разделил всю Левобережную Украину по земству и по воинству на полки, а полки — на сотни. Во второй половине XVI века на Полтавщине значилось около 300 селений, среди которых были города, слободы, села. На территории Полтавщины образовались большие владения литовцев и поляков, главным образом мазуров.
В 1608 году Станислав Жолкевский заложил Полтавскую крепость.
В 1630 году Полтава была отдана Бартоломею Обалковскому.
В 1633 году во время Смоленской войны отряд царских войск из Белгорода и Оскола пришёл под Полтаву, сжёг большой острог, слободы и посады Полтавы, выведя большой полон. Части гарнизона удалось отсидеться в малом остроге.
В 1641 году Полтава перешла к Станиславу Конецпольскому и впервые названа городом. При нём же была восстановлена и расширена крепость. Первым полковником казацкой администрации являлся Острянин. Примерно в эти годы Полтава получила Магдебургское право, хотя феодалы и дальше продолжали вмешиваться в дела города. В те времена в Полтаве работали гончары, кузнецы, сапожники.
В 1646 году Полтаву захватили отряды Иеремии Вишневецкого. На тот момент по официальным документам в городе числилось 812 хозяйств.

### В составе Гетманщины

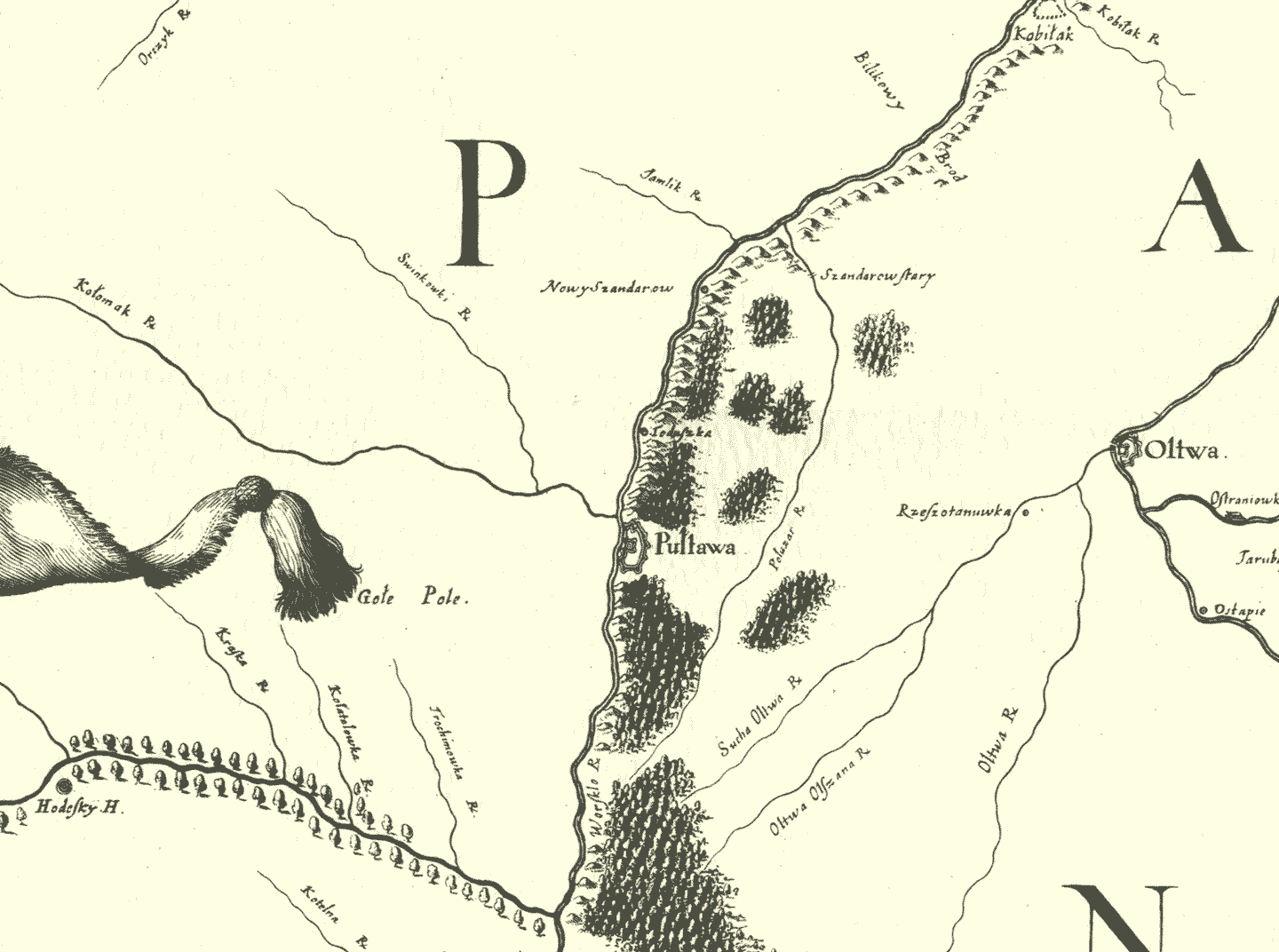
Полтавская крепость на Генеральной карте Украины 1650 года

После восстания Хмельницкого Полтава стала военно-административным центром Полтавского полка в составе Гетманщины. Вся территория города была поделена на сотни. Во время Русско-польской войны Полтава была одним из главных регионов Левобережной Украины, ставшим надёжным тылом, откуда пополнялись людские резервы и шло снабжение армии Богдана Хмельницкого. Немало выходцев из этих мест проявили себя в ходе войны (Мартын Пушкарь, Иван Искра и др.
В это время Полтава активно развивается в культурно-экономическом аспекте — строится Крестовоздвиженский монастырь, в городе живут и работают создатели казацкого летописания Самуил Величко и Григорий Грабянка, поэт Иван Величковский.
В 1658 году Полтава стала центром восстания против гетмана Ивана Выговского.
В период Руины город несколько раз подвергался нападениям союзных с Выговским крымских татар, в связи с чем вокруг города были сооружены новые укрепления — Полтава была обнесена рвом и окружена валом. Однако в 1658 году Выговский сумел взять город и предал его опустошительному разорению. Многие жители Полтавы были отданы в рабство крымским татарам. По другим источникам Выговский воспрепятствовал этому.
После Андрусовского перемирия 1667 года Полтава вместе с Левобережной Украиной вошла в состав Русского царства.
В 1693—1695 гг. в результате набегов крымских татар город был разграблен.

### 1700—1917

План Полтавы XVIII века

В конце XVII века начинается восстановление и развитие города. На рубеже XVII—XVIII вв. Полтава становится одним из ремесленных и торговых центров Левобережья.
Важное значение для города имела Северная война 1700—1721 годов между Россией и Швецией. Во время похода короля Карла XII на Москву через территорию Гетманщины гарнизон Полтавы (4200 солдат и 2,5 тысяч вооружённых горожан) в течение трёх месяцев удерживал осаждённый город до подхода основных сил русской армии. 27 июня (8 июля) 1709 года у стен города состоялось генеральное сражение Северной войны — Полтавская битва. В составе обеих армий были запорожские казацкие полки, в русской армии — во главе с Петром I, в шведской — во главе с Иваном Мазепой и Костем Гордиенко. Результатом боя стало полное поражение Карла XII, после которого тот вместе с Мазепой сбежал в крепость Бендеры в Османской империи. После Северной войны город стал известен на всю Российскую империю как город воинской славы. Полтава начала активно застраиваться, вскоре город стал одним из главных торгово-ремесленных центров Малороссии.
В 1775 году Полтава вошла в состав Новороссийской губернии, в 1784 году — в состав Екатеринославского наместничества.
С 1776 по 1781 год в городе жил архиепископ Евгений Булгарис, который возглавил Славянскую и Херсонскую епархии с резиденцией в Крестовоздвиженском монастыре.

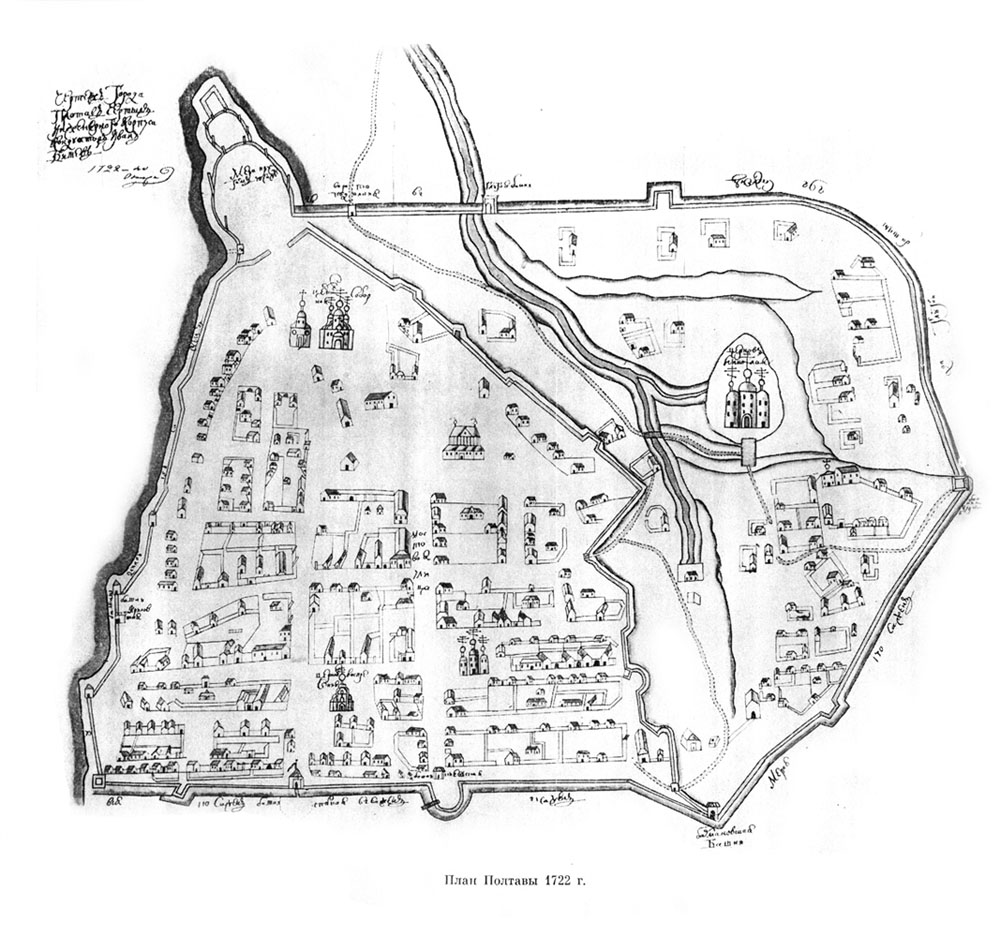
План Полтавской крепости, 1722 год
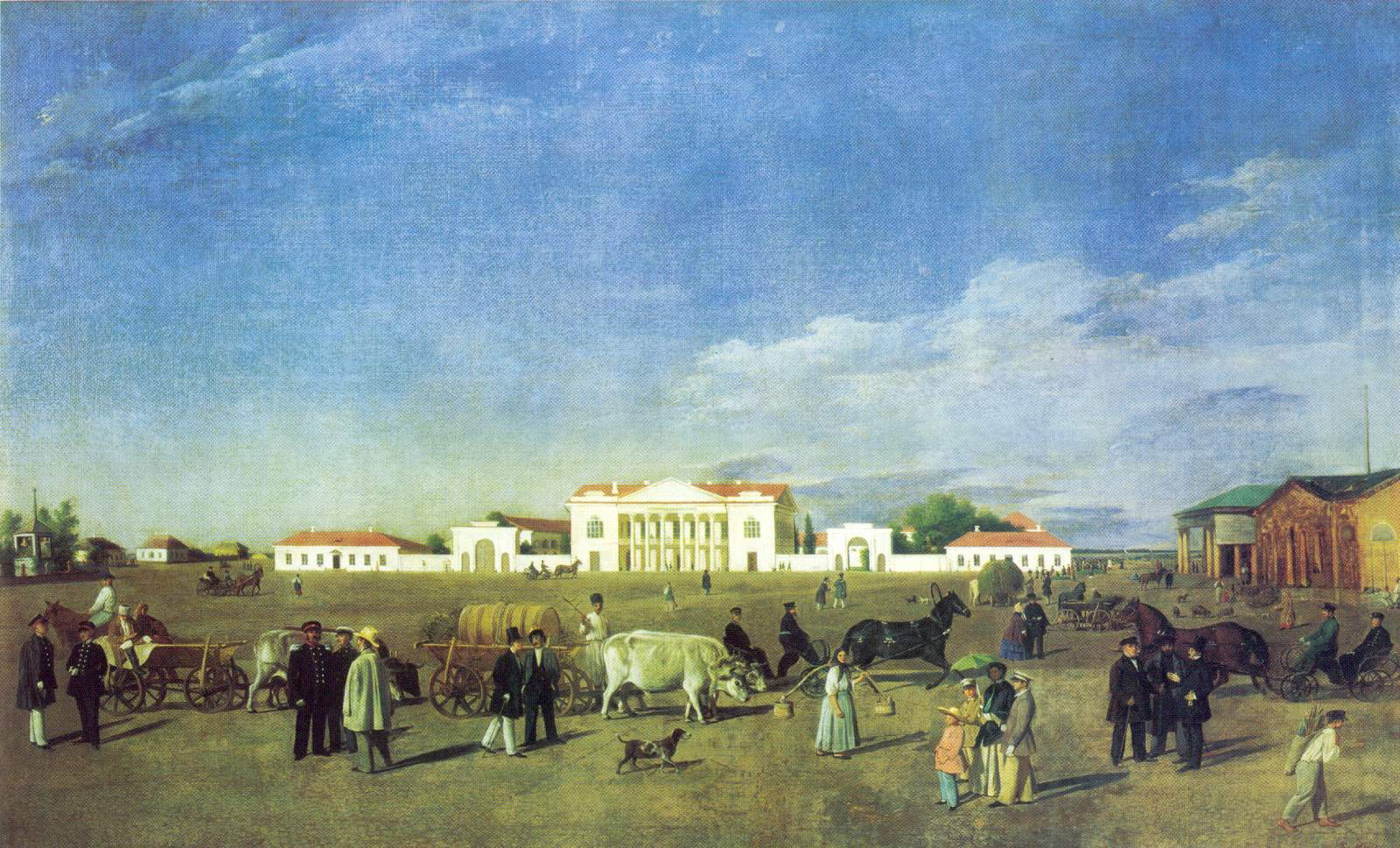
Центральная площадь, 1850 год
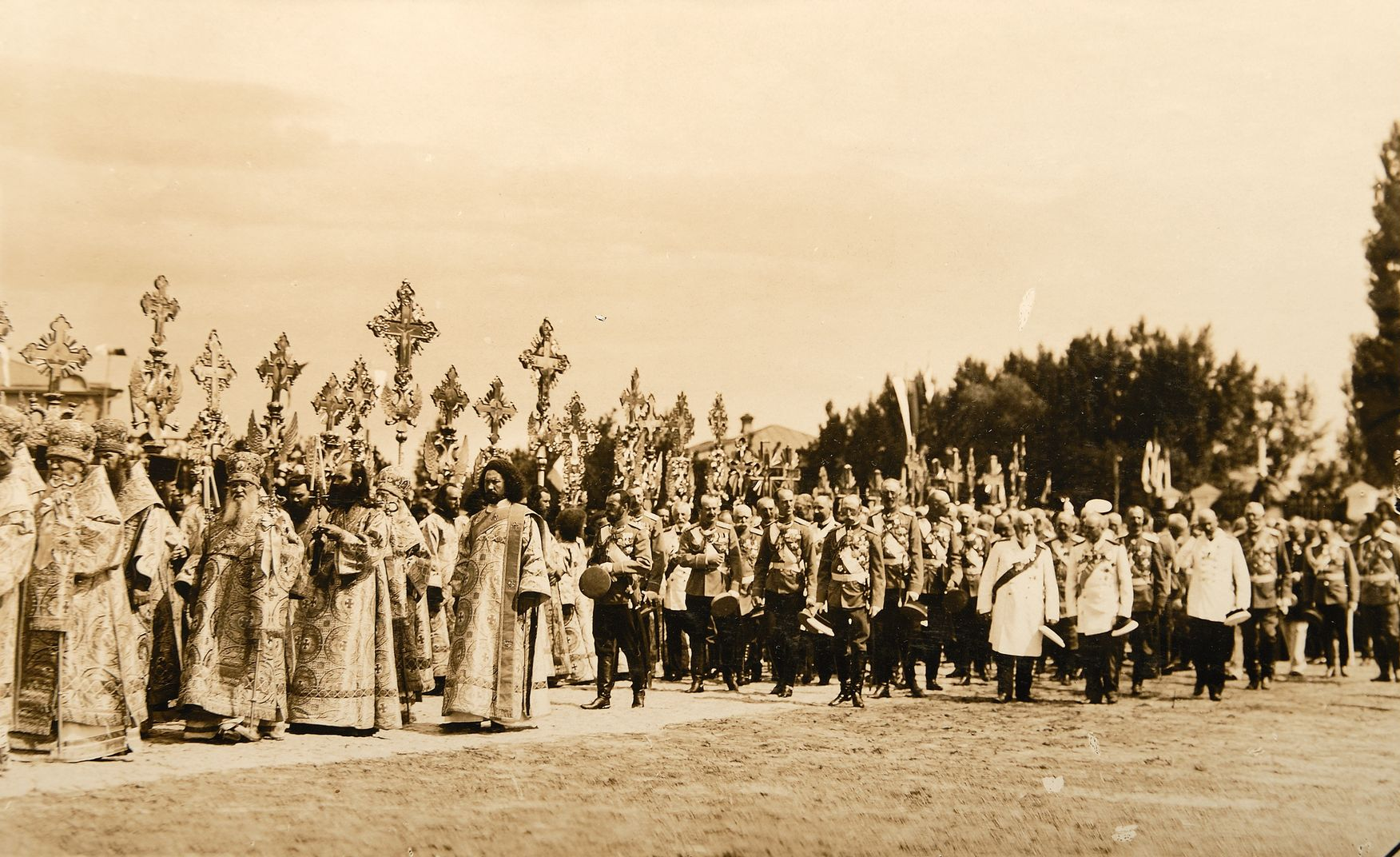
Крестный ход, приуроченный к 200-летию победы в Полтавской битве
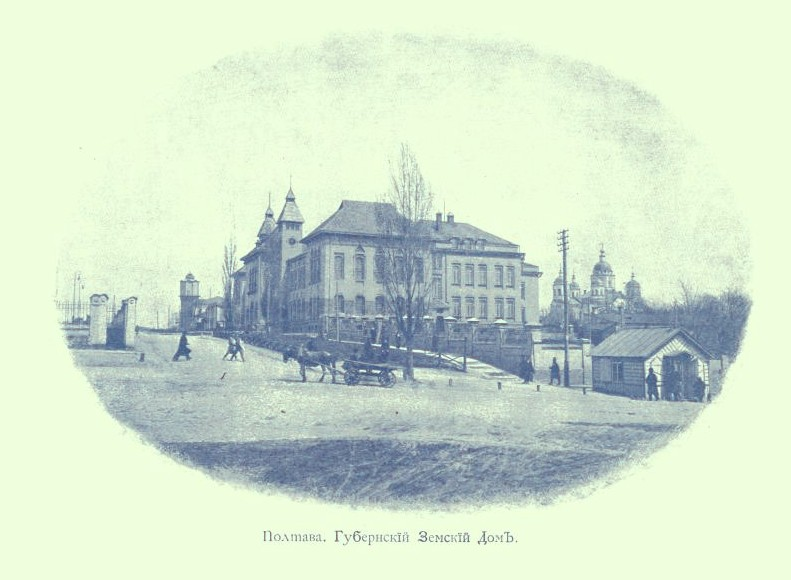
Дом губернского земства. Архитектор В. Кричевский. Нач. XX в.
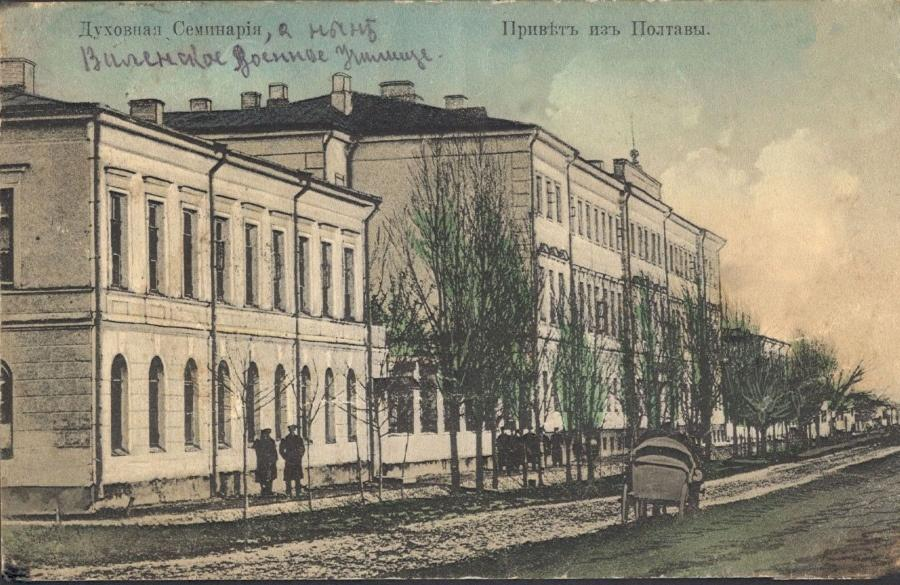
Духовная семинария, которая во время Первой мировой войны была преобразована в военное училище

В начале XIX века на Полтавщине действовало 35 промышленных предприятий: селитряные, мыловаренные, суконные фабрики, кирпичные заводы и другие.
После того, как в 1802 году Полтава стала административным центром Полтавской губернии, в 1803 году был утверждён первый генеральный план города, в соответствии с которым в 1803—1805 годах был создан городской сад, спроектирован и застроен центр города — архитектурный ансамбль вокруг Круглой площади, от которой лучами расходились 8 улиц.
В 1811 году в центре площади был открыт монумент Славы.
Во время Отечественной войны 1812 года Полтава стала центром формирования ополчения Полтавской губернии.
В дальнейшем Полтава стала одним из центров культурной и духовной жизни Украины. В 1818—1819 годах здесь действовала масонская ложа «Любовь к истине», в которой состояли Иван Котляревский, В. Лукашевич, В. Тарновский и другие. По данным А. И. Серкова, в ложе состояли 42 человека. В 1818—1819 годах Николай Гоголь вместе с братом Иваном обучался в Полтавском поветовом (уездном училище), в 1820—1821 годах брал уроки у полтавского учителя Гавриила Сорочинского, проживая у него на квартире. В полтавской гимназии обучались драматург и театральный режиссёр Михаил Старицкий, историк и общественный деятель Михаил Драгоманов, математик Михаил Остроградский, художник Н. А. Ярошенко. Здесь практически всю жизнь проработал Иван Котляревский. В 1844 году в город приезжал Тарас Шевченко. Здесь работали и творили Иван Нечуй-Левицкий, Панас Мирный, Василий Докучаев и его ученик Владимир Вернадский, врач Николай Склифосовский.
В 1818 году были открыты Институт благородных девиц и духовное училище при Крестовоздвиженском монастыре, в 1820 году — школа садоводства.
В 1835 году в городе была создана губернская публичная библиотека, с 2 апреля 1838 года началось издание газеты «Полтавские губернские ведомости». В 1840 году был открыт Петровский Полтавский кадетский корпус.
В 1846 году полтавские интеллигенты В. Белозерский, Георгий Андрузский и другие вошли в основанное в Киеве Кирилло-Мефодиевское братство.
В 1852 году из города Ромны в Полтаву была переведена Ильинская ярмарка.
К началу 1860 года в городе с 30 тысячами жителей были открыты женская гимназия, дневная и 5 субботних и воскресных школ.
В 1876 году в Полтаве открылось Александровское реальное шестиклассное училище.
В 1884 году на окраине города было создано опытное поле (в дальнейшем преобразованное в сельскохозяйственную станцию).
По данным переписи 1897 года в Полтаве жили 53 703 человек, из них 30 086 (56,02 %) указали украинский (в переписи — «малорусский») язык родным, русский («великорусский») — 11 035 (20,55 %), идиш («еврейский») — 10 690 (19,91 %), польский — 1 076 (2,00 %), другие языки — 816 (1,52 %).

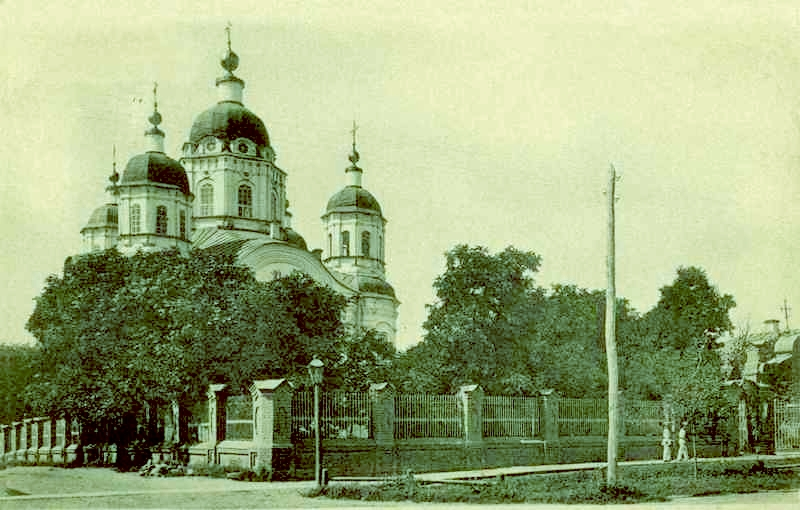
Воскресенская церковь, нач. XX ст.

Петропавловская кирха, нач. XX ст.

В 1900—1921 годы в Полтаве жил, учился и работал известный писатель Владимир Короленко.
В 1901 году в Полтаве была создана социал-демократическая организация искровского толка.
30 августа 1903 года был открыт памятник Ивану Котляревскому.
В 1908 году в псевдо-мавританском стиле было возведено здание губернского земства.
В 1909 году, к 200-летию Полтавской битвы, были открыты Петровский парк и памятник полковнику Келину и доблестным защитникам Полтавы. На месте, где когда-то стояла старинная Сампсониевская башня, соорудили Белую беседку — невысокую полукруглую колоннаду, с которой открывается вид на несколько десятков километров.
К 1913 году Полтава представляла собой небольшой провинциальный губернский город Российской империи. В городе преобладала одно- и двухэтажная застройка, развивалась промышленность, в городе действовали 64 предприятия (паровозоремонтные мастерские, маслобойка, чулочные мастерские, несколько мельниц и другие мелкие производства), общая численность рабочих на которых составляла около 2 тысяч человек.

### 1918—1991
В 1917 году в городе были сильны большевистски настроенные члены Полтавского Совета рабочих и солдатских депутатов.
После Октябрьской революции в городе была создана Полтавская объединённая организация РСДРП(б).
17 декабря 1917 года войска Центральной Рады разогнали Полтавский Совет, однако уже 6 (19) января 1918 года объединённые отряды Красной гвардии из Петрограда и Москвы под командованием П. В. Егорова, красногвардейцы Полтавы и 1-й полк Червонного казачества под командованием В. М. Примакова заняли город. 12 (25) января 1918 года начал работу Полтавский военно-революционный комитет, в феврале 1918 года начал работу городской Совет рабочих, крестьянских и солдатских депутатов, а городская дума была распущена.
1 марта 1918 года из Киева в Полтаву переехало правительство Советской Украины, но 10 марта 1918 года оно выехало в Екатеринослав. 29 марта 1918 года Полтаву заняли наступающие австро-немецкие войска. Первыми, согласно воспоминаниям Всеволода Петрова, в город вошли его гайдамаки.
29 апреля — до середины ноября 1918 года в городе работали губернские органы государственной власти Полтавской губернии Украинской державы и находилось управление 6-го Полтавского корпуса Украинской державы.
27 ноября 1918 года отряды Красной армии вошли в город, но спустя два дня были выбиты войсками Украинской народной республики.
16 июля 1919 город был занят частями Добровольческой армии. Участник событий, штабс-капитан В. М. Кравченко вспоминал:

…разбитые части красных, не оказывая почти никакого сопротивления, стали отступать, и на их плечах, не встретив и перед Полтавой ожидаемого упорного сопротивления, в ночь на 16 июля с одной стороны в город ворвались терские казаки и почти одновременно и гвардейские части белых. Из Полтавы все в панике бежали.
<…>

За несколько дней перед этим в Полтаве побывал Лев Троцкий, устроил парад войскам на Шведской могиле и поклялся городу, что красные войска Полтаву не сдадут, что белые могут войти в город только через его труп. Белые в город всё-таки вошли, но трупа Троцкого нигде не нашли.
31 декабря 1919 года в городе была восстановлена Советская власть.
С 30 июня и в июле 1922 года в городе на основании приказа командующего Вооружёнными Силами Украины и Крыма № 778/204 продолжалось формирование управления 8-го стрелкового корпуса. Здесь оно находилось до октября 1925 года. В состав корпуса входила 44-я сд.
В 1922 году была создана и начала работу кондитерская фабрика.
В 1923—1937 годах было проведено несколько административных реформ.
В 1924 году была создана и начала работу чулочная фабрика «Текстильщик», 25 мая 1925 года — табачная фабрика, в 1929 — мясокомбинат. Кроме того, в 1929 году в Полтаве была проведена канализация.
По данным переписи 1926 года, украинцы составляли 68,5 % населения Полтавы, евреи — 20,1 %, русские — 8,9 %. Украинский язык родным назвали 62,7 % населения, еврейский — 12,3 %, русский — 23,7 %.
В 1931 году были построены и введены в эксплуатацию масложиркомбинат и Полтавская фабрика термометров, в 1934 году — прядильная фабрика.
С 1935 года началась реконструкция города. До 1941 года было построено 25 многоэтажных домов, расширен водопровод, построена электростанция и канализация, на улицах появились автобусы, а в домах зазвучало радио. Город украсили памятники Т. Шевченко (1926 р.) и Н. Гоголю (1934 г.).
22 сентября 1937 года была создана Полтавская область с центром в городе Полтава.

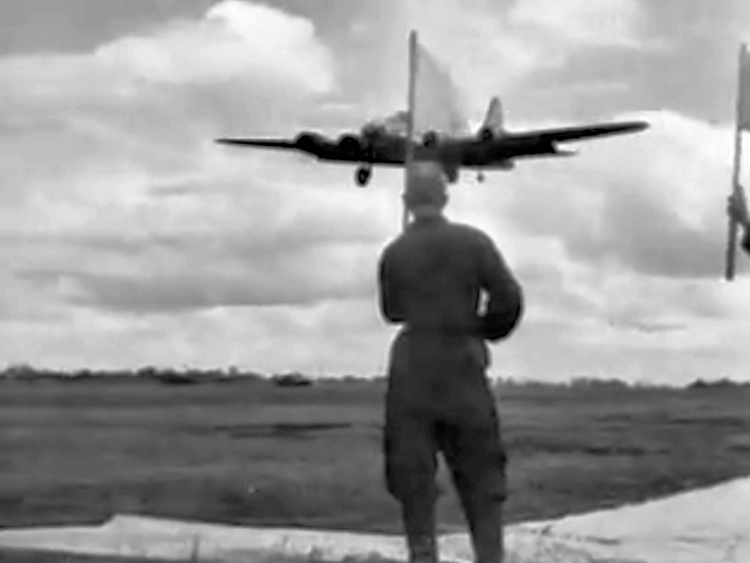
Операция «Фрэнтик», авиабаза Полтава, июнь 1944 года

Во время Второй мировой войны город несколько раз подвергался авиабомбардировкам Люфтваффе, 18 сентября 1941 года немецкие войска вошли в город. Город был включён в состав Рейхскомиссариата Украина. В соответствии с планами колонизации «восточного пространства», по распоряжению немецких оккупационных властей количество школ в городе было сокращено с 37 до 2, а число учащихся уменьшено с 18 259 до 150.
В период оккупации в городе действовал подпольный обком ВКП(б) под руководством С. Ф. Кондратенко.
1 июня 1942 года Полтаву посетил Гитлер.
В летне-осенней кампании 1943 года Полтава представляла собой важный узел коммуникаций в тылу немецких войск, и потеря города означала потерю ряда других крупных опорных пунктов. В результате немецкое командование начало масштабные работы по укреплению города. На работы были мобилизованы не только местные жители, но также жители Киева, Чернигова и Житомира. С приближением к Полтаве советских войск в сентябре 1943 года немецкие войска начали расстреливать жителей города, обвиняемых в связях с советским подпольем, сжигать здания и не подлежащие эвакуации материальные ценности, устанавливать минно-взрывные заграждения. Первая линия немецких укреплений проходила по рекам Мерепа и Уда, основной рубеж немецкой обороны находился на правом берегу реки Ворсклы. В результате бои за город приняли ожесточённый характер и продолжались круглосуточно с 21 до 23 сентября 1943 года. Взять Полтаву получилось только после форсирования Ворсклы и обхода города с юга и севера войсками 5-й гвардейской армии генерала А. С. Жадова и 53-й армии генерала И. М. Манагарова.
22 сентября 1943 года в 23 часа командир 201-го стрелкового полка 84-й стрелковой дивизии майор Ермишин на центральной площади города установил Красное знамя.
Приказом Верховного Главнокомандующего от 23 сентября 1943 года почётное наименование «Полтавских» было присвоено:
- 9-й гвардейской воздушно-десантной дивизии (командир дивизии гвардии полковник Шумеев, Павел Иванович);
- 13-й гвардейской стрелковой дивизии (командир дивизии гвардии генерал-майор Бакланов, Глеб Владимирович);
- 66-й гвардейской стрелковой дивизии (командир дивизии гвардии генерал-майор Якшин Аким Васильевич);
- 95-й гвардейской стрелковой дивизии(командир дивизии гвардии генерал-майор Олейников, Андрей Иванович);
- 97-й гвардейской стрелковой дивизии (командир дивизии гвардии полковник Анцыферов Иван Иванович);
- 57-му танковому полку (командир полка подполковник Фёдоров Илья Андреевич);
- 42-й лёгкой артиллерийской бригаде (командир бригады полковник Скородумов Алексей Макарович);
- 301 истребительно-противотанковому артиллерийскому полку (командир полка подполковник Власенко Михаил Романович);
- 431 инженерному батальону (командир батальона инженер — подполковник Болтусевич Игорь Николаевич);
- 294 истребительной авиационной дивизии (командир дивизии подполковник Тараненко Иван Андреевич);
- 266-й штурмовой авиационной дивизии (командир дивизии полковник Родякин Фёдор Григорьевич);
- 9 авиационному полку дальнего действия (командир полка гвардии подполковник Аверьянов Алексей Иванович).

В июне—сентябре 1944 года местная авиабаза под командованием генерал-майора авиации А. Р. Перминова была опорным пунктом проведения операции «Фрэнтик».
После окончания боевых действий и завершения работ по разминированию началось восстановление города. Центр города был практически стёрт с лица земли. За время немецкой оккупации были убиты 18 200 жителей города, разрушены все промышленные предприятия, все предприятия коммунального хозяйства, 45 учебных заведений, 9 больниц и 5 поликлиник, музеи, кинотеатры, театр, клубы и 350 тыс. м² жилой площади, в денежном выражении убытки составили 1 137 млн рублей. В 1944 году Гипроград УССР составил предварительный план первоочередных восстановительных работ, в 1945—1947 был составлен генеральный план восстановления Полтавы (в соответствии с которым в 1944—1958 гг. город был восстановлен и реконструирован).
В 1947 году был введён в эксплуатацию завод «Легмаш».
2 мая 1951 года состоялось открытие стадиона добровольного спортивного общества «Урожай».
В 1954 году на базе авторемонтных мастерских был создан механический завод.
В 1958 году был построен театр имени Н. В. Гоголя, введена в эксплуатацию городская ретрансляционная телевизионная станция (после чего в городе появилось телевидение) и начато создание парка «Дружба».
В 1959 году в эксплуатацию были введены 66 км газовых сетей, началась газификация города.
В 1961—1963 годах был построен и введён в эксплуатацию Полтавский завод газоразрядных ламп.
В апреле 1962 года началось создание дендропарка, в сентябре 1962 года запустили первые троллейбусы.
В 1964 году был отстроен разрушенный во время войны краеведческий музей и введён в эксплуатацию Полтавский фарфоровый завод.
В 1964—1966 годах был построен и введён в эксплуатацию Полтавский завод искусственных алмазов и алмазного инструмента, в 1964—1967 годах — Полтавский завод химического машиностроения.
В 1971 году был построен и введён в эксплуатацию молокозавод.
4 апреля 1973 года началось строительство Полтавского домостроительного комбината.
В 1974 году Полтава была награждена орденом Трудового Красного Знамени.
В 1978 году был построен и введён в эксплуатацию сахарный завод, в 1979 — литейно-механический завод.
В 1984 году было построено и введено в эксплуатацию здание аэровокзала (архитекторы В. Рудой и П. Сухомлин).
В 1986 году в результате объединения полтавского завода мясного оборудования и полтавского завода «Продмаш» было создано производственное объединение «Полтавамаш». Также, в 1986 году было построено новое здание автовокзала (архитекторы В. Богаченко, Л. Гущенская).
В 1988 году было построено Певческое поле с эстрадой на 3000 хористов (архитекторы Б. Петтер, В. Куприянов, Н. Жданов).
На 1 января 1989 года население Полтавы составляло 324 тыс. человек, в городе действовали 70 промышленных предприятий, 10 проектных и научно-исследовательских институтов, гравиметрическая обсерватория, 5 институтов, 2 высших военных училища, 13 ПТУ, 2 средних специальных училища, 8 техникумов, 39 общеобразовательных учебных заведений, 6 музеев, 2 театра, 6 кинотеатров, филармония, 4 медсанчасти, 40 лечебных и санитарно-профилактических учреждений, 27 аптек и 11 аптечных филиалов, 3 областных и 45 государственных и профсоюзных массовых библиотек.

### Независимая Украина
Независимость Полтава встретила с населением 314 тысяч человек[уточнить].
В 1995 году было расформировано Полтавское высшее зенитное ракетное командное Краснознамённое училище имени генерала армии Н. Ф. Ватутина (находившееся в Полтаве с 1958 года).
В 1997 году в Полтаве начал работу главный офис Украинской универсальной биржи.
15 февраля 2003 года в Полтаве прошёл один из митингов против начала войны в Ираке.
В феврале-марте 2015 года в Полтаве на базе 215-й авиационной комендатуры началось формирование 18-й отдельной авиационной бригады вооружённых сил Украины.
1 февраля 2025 года в Полтаве произошло землетрясение магнитудой 3,67 по шкале Рихтера.

#### Во время российского вторжения
После начала полномасштабного вторжения России в Украину Полтава и Полтавская область регулярно подвергаются российским ракетным обстрелам и атакам с помощью дронов-камикадзе "Shahed-136".
3 сентября 2024 года российские войска нанесли удар по Полтаве, в результате чего погибли 58 человек, ещё 328 человек были ранены.
1 февраля 2025 года российские войска нанесли удар по жилому дому в Полтаве, в результате чего погибли 8 человек, 17 были ранены.

## Население
Около 44 % трудоспособного населения занято в промышленности, 16 % — в сфере обслуживания, 6 % — в науке, культуре, образовании.
По состоянию на 1 ноября 2019 года население города составляло 286 850 человек.
По данным переписи 1926 года, украинцы составляли 68,5 % населения Полтавы, евреи — 20,1 %, русские — 8,9 %.
По данным переписи 2001 года, украинцы составляли 87,73 % населения Полтавы, русские — 10,61 %.

### Языковой состав
Родной язык населения по данным переписи 1897 года:
| Язык                       | Численность, чел. | Доля     |
| -------------------------- | ----------------- | -------- |
| Украинский («малорусский») | 30 086            | 56,02 %  |
| Русский («великорусский»)  | 11 035            | 20,55 %  |
| Идиш («еврейский»)         | 10 690            | 19,91 %  |
| Польский                   | 1 076             | 2,00 %   |
| Другие                     | 816               | 1,52 %   |
| Итого                      | 53 703            | 100,00 % |

По данным переписи 1926 года, украинский язык родным назвали 62,7 % населения города, русский — 23,7 %, еврейский — 12,3 %, другой — 1,3 %.
Родной язык населения по данным переписи 2001 года:
| Язык       | Численность, чел. | Доля     |
| ---------- | ----------------- | -------- |
| Украинский | 265 355           | 85,39 %  |
| Русский    | 43 706            | 14,06 %  |
| Другое     | 1 694             | 0,55 %   |
| Итого      | 310 755           | 100,00 % |

Украинский язык является основным и единственным официальным языком города.
Вторжение России на Украину спровоцировало новую волну украинизации в городе, всё больше людей предпочитают говорить на украинском языке. Согласно опросу, проведённому Международным республиканским институтом в апреле-мае 2023 года, на украинском дома разговаривали 75 % населения Полтавы, на русском — 12 %, на «другом» (подавляющее большинство ответов «другое» включает вариант «как на украинском, так и на русском языках») — 12 %.
Согласно опросу, проведённому Международным республиканским институтом в апреле-мае 2024 года, на украинском дома разговаривали 87 % населения города, на русском — 35 % (в отличие от опроса 2023 года был разрешён выбор нескольких вариантов).
По данным Государственной службы статистики Украины в 2023/24 учебном году все 134 575 учащихся в учреждениях общего среднего образования в Полтавской области обучались в украиноязычных классах.

## Галерея

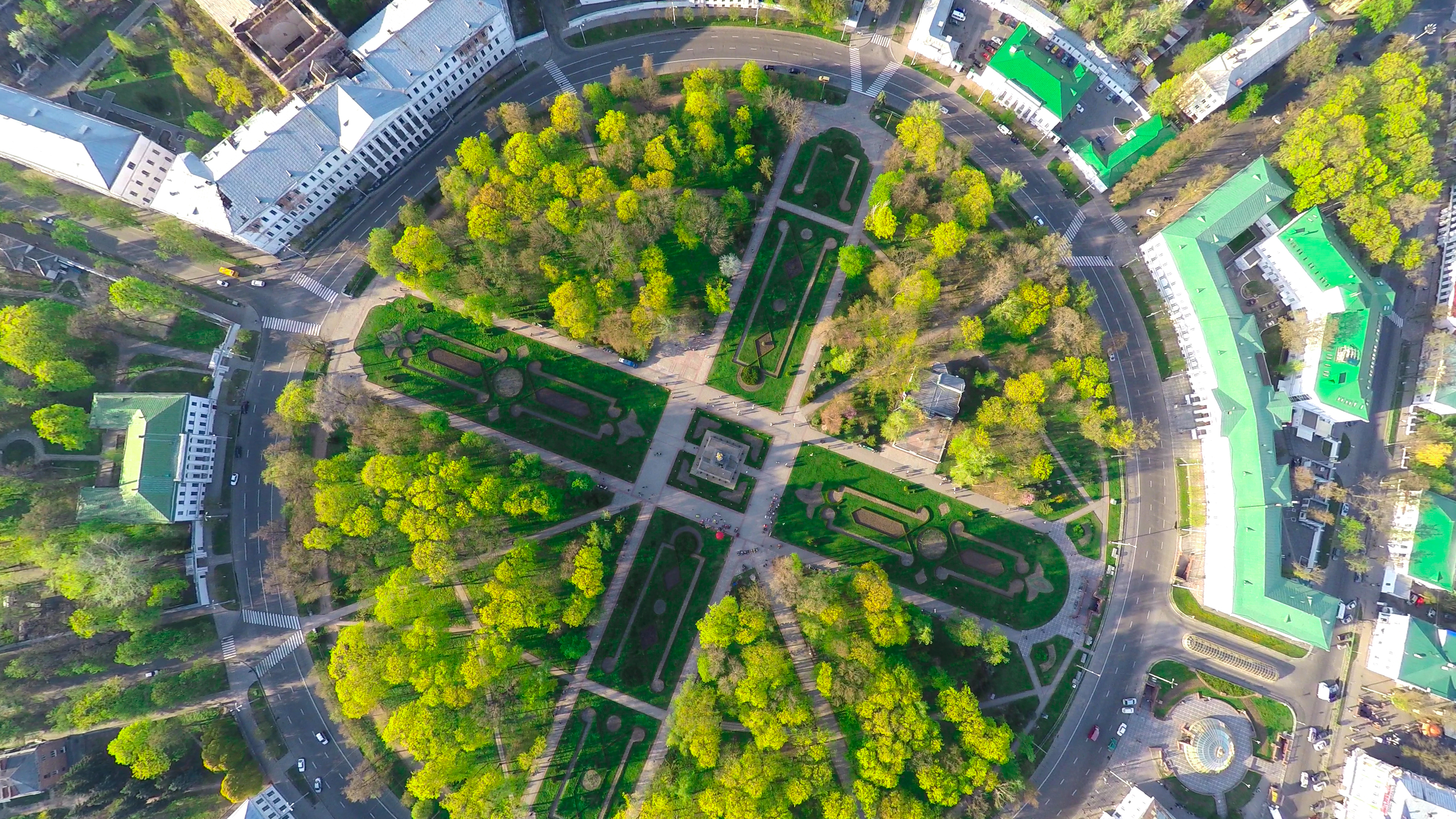
Ансамбль Круглой площади
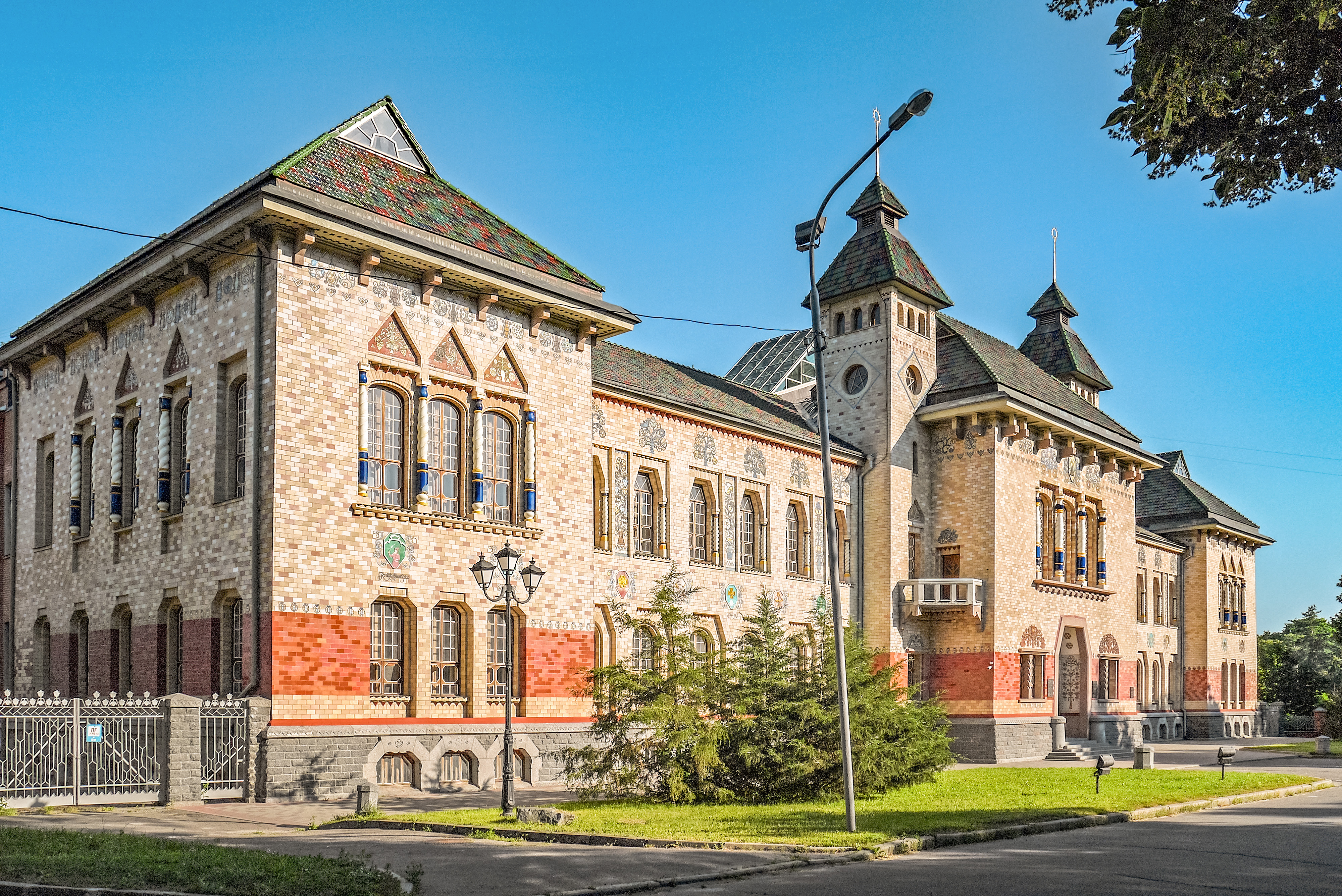
Полтавский краеведческий музей
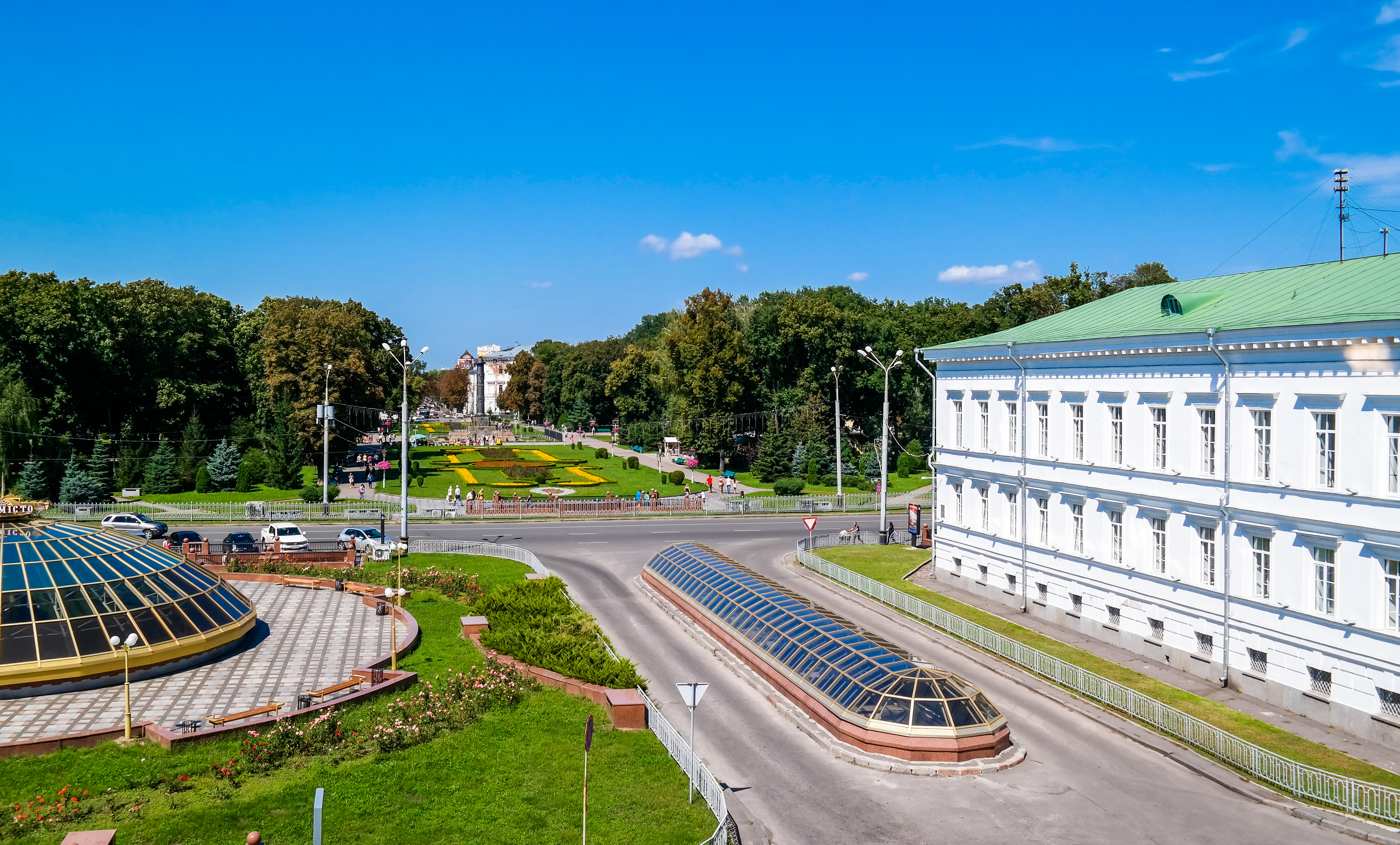
Летняя Полтава
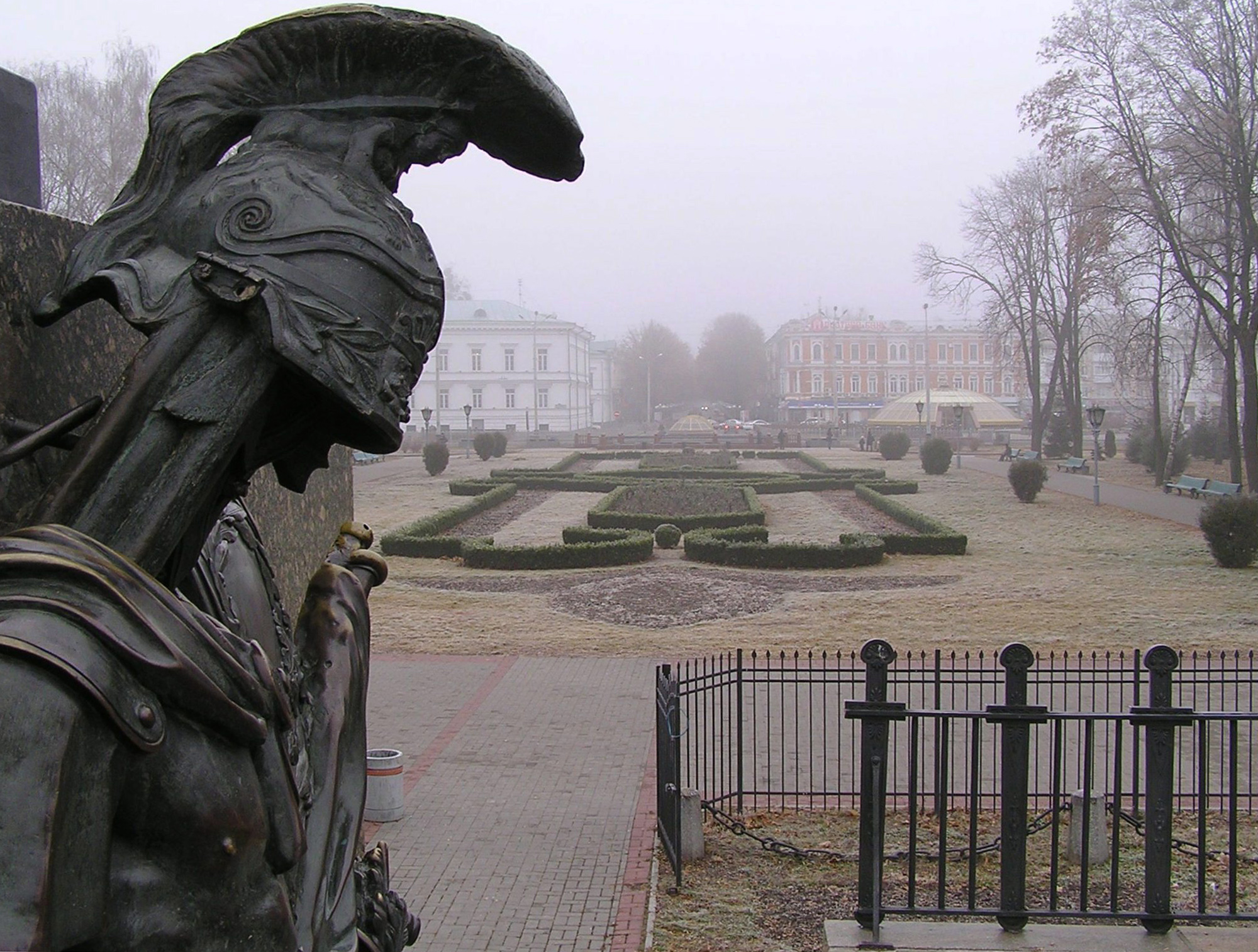
Корпусный сад
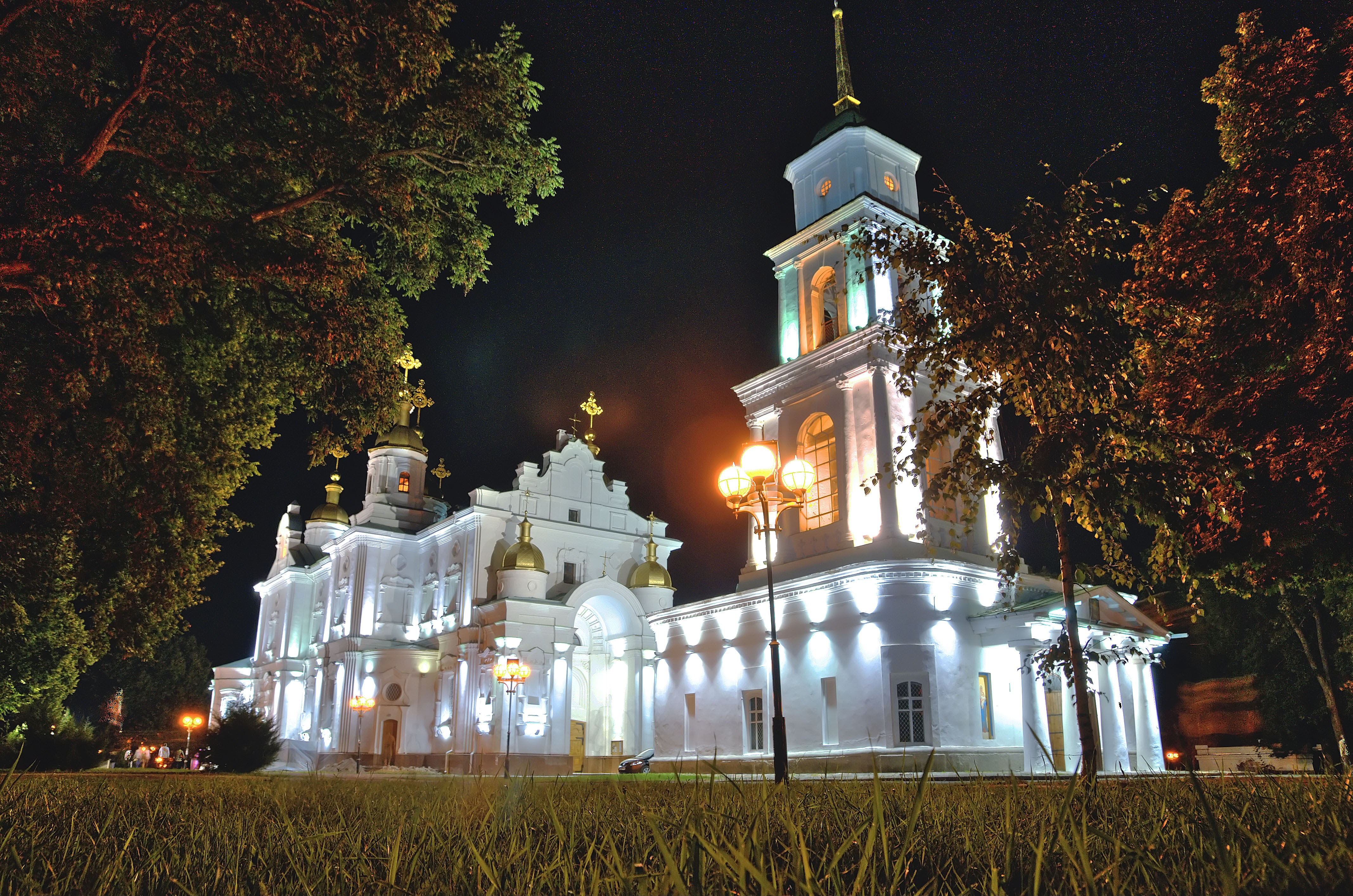
Успенский собор
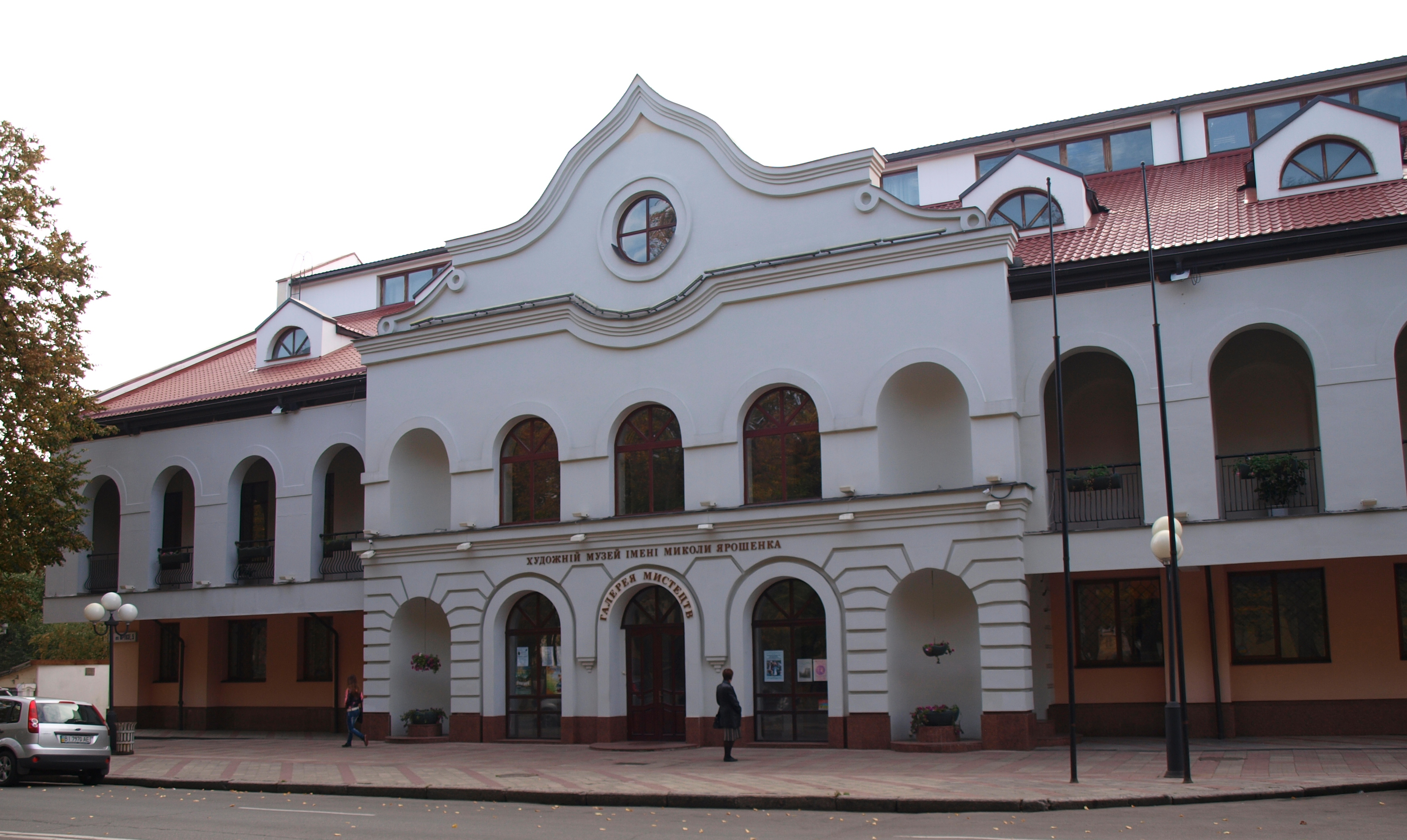
Полтавский художественный музей
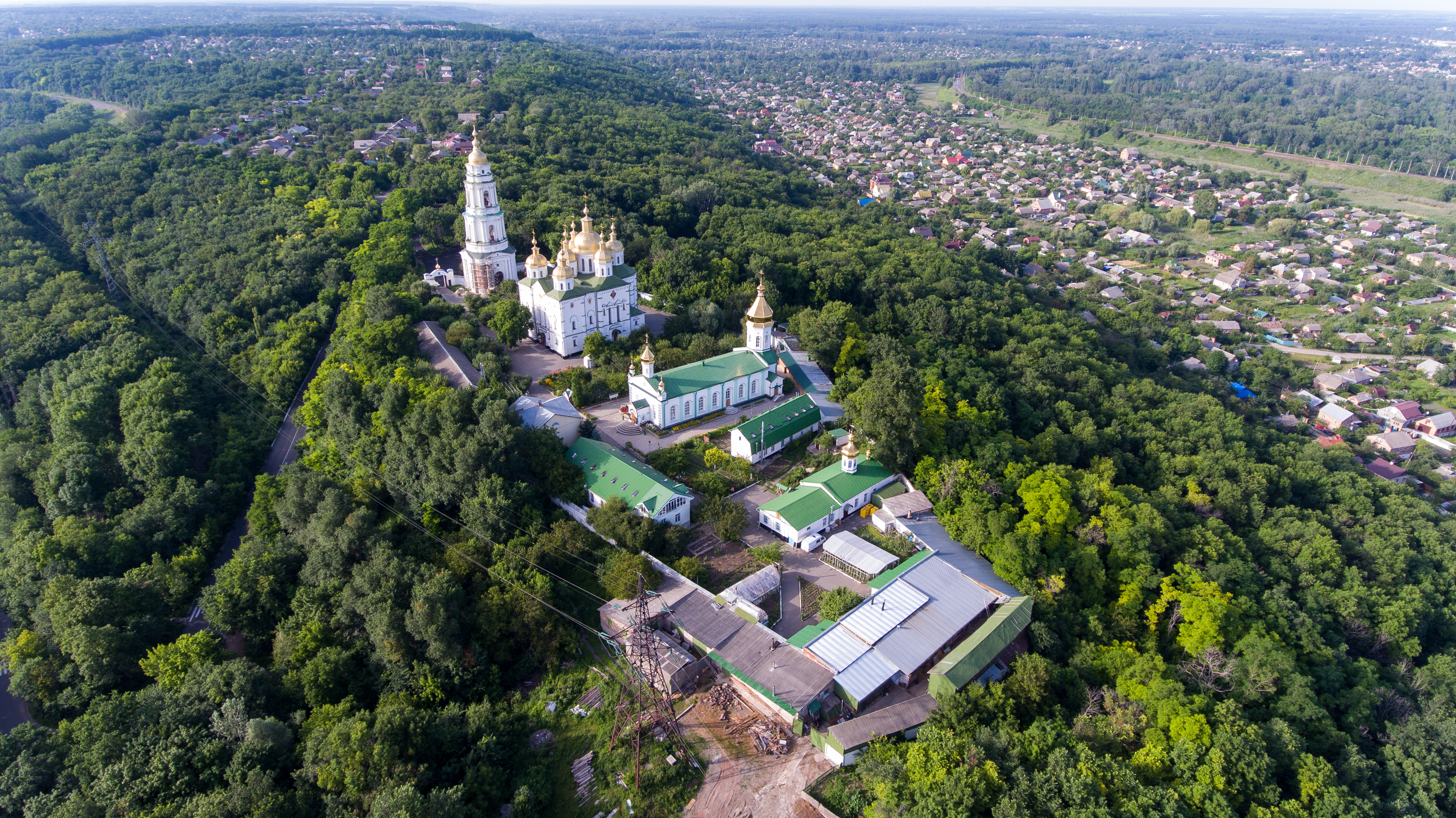
Крестовоздвиженский женский монастырь
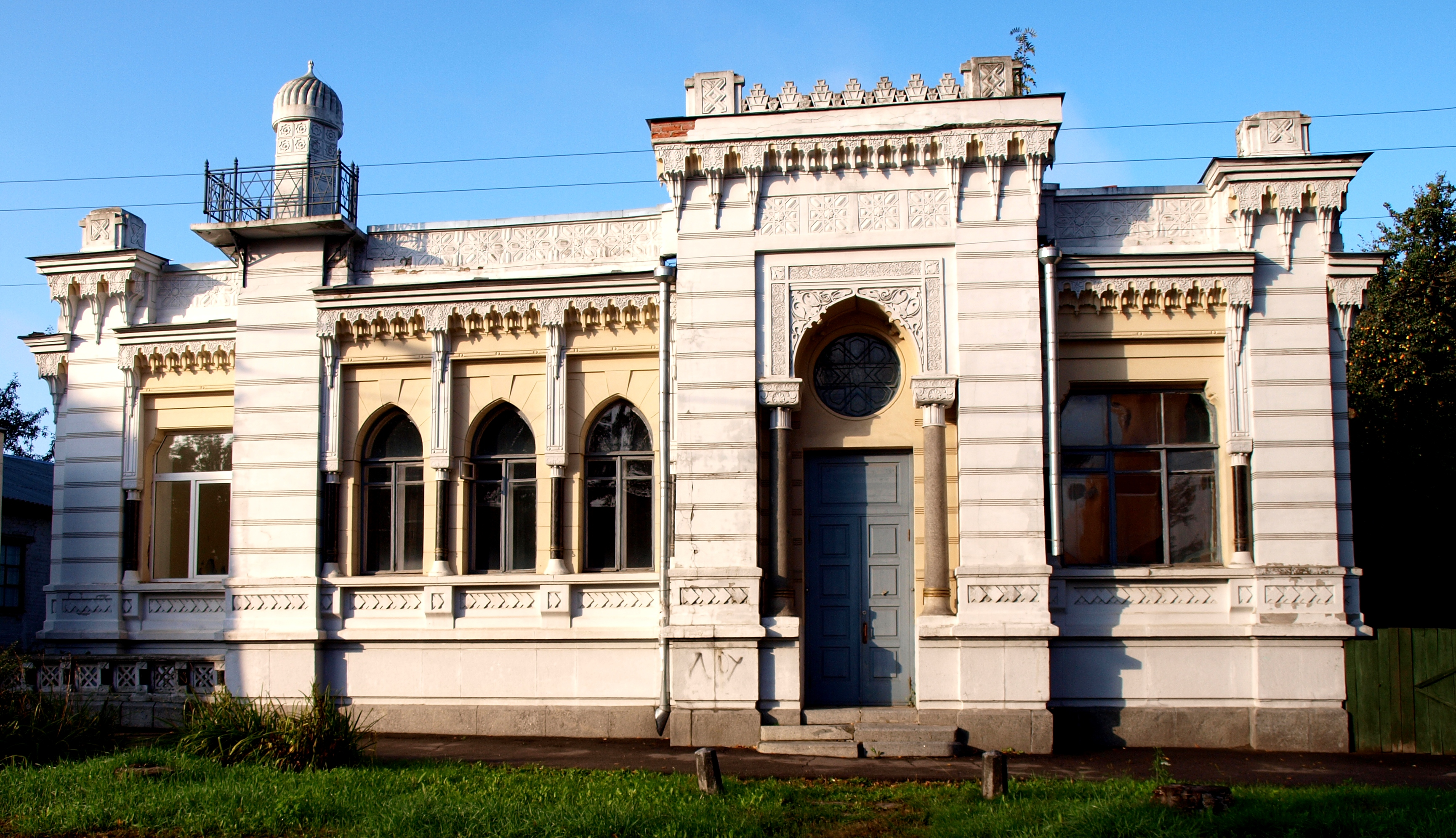
Особняк Бахмацкого в мавританском стиле
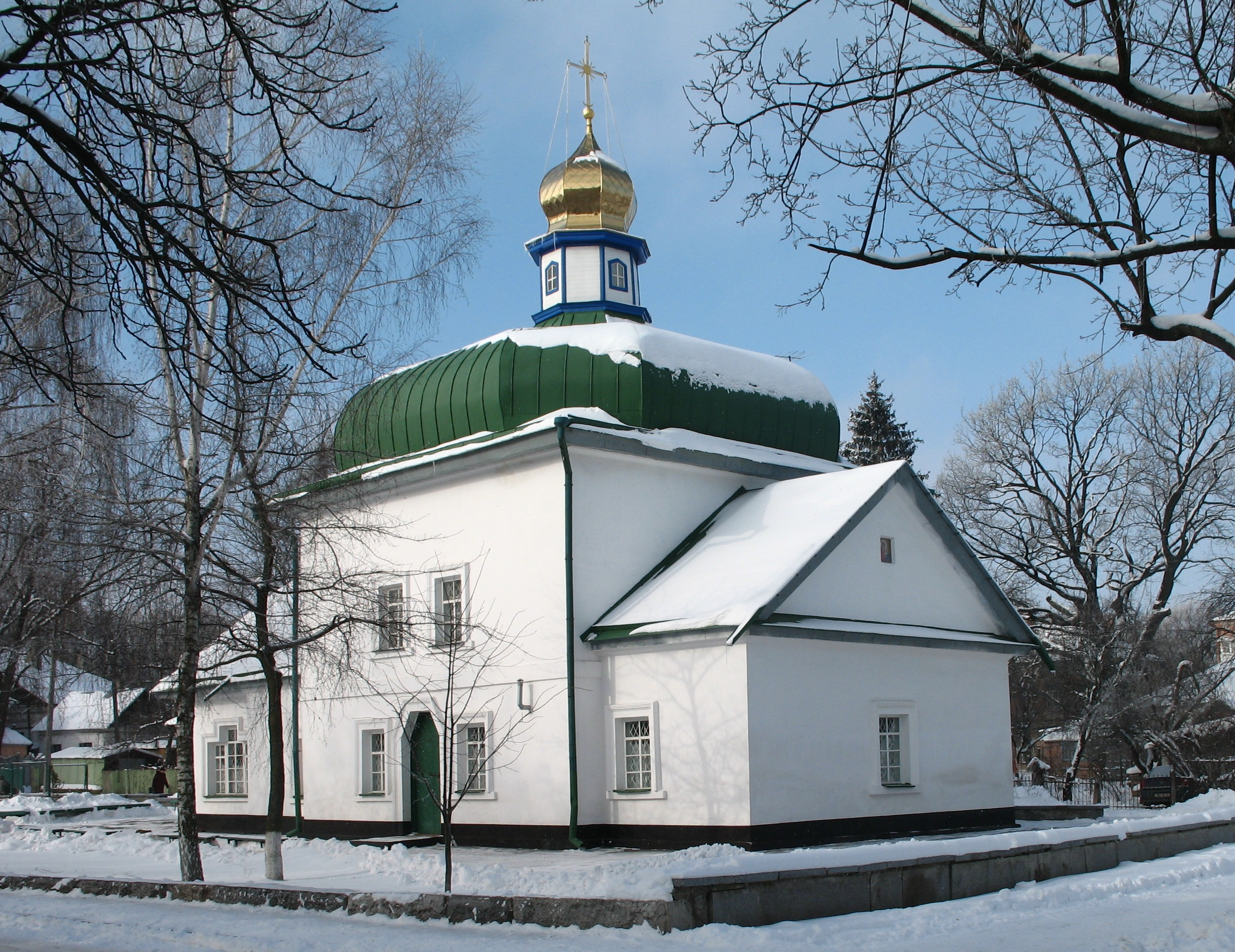
Спасская церковь

## Символика города

### Герб
Впервые город получил герб в XV веке, в период Великого княжества Литовского.
В 1803 году, после превращения города в губернский центр Российской империи, был утверждён новый герб. Также, в 1878—1918 годах использовался герб, разработанный Бернгардом Кёне.
Современный герб был официально утверждён 3 марта 1993 года решением Полтавского городского совета. Основу герба составляет геральдический щит, взятый с магистратской печати XVIII века. Поле щита — пурпурное, что символизирует достоинство, щедрость, благочестие. В центре щита — золотой лук с натянутой тетивой и стрелой, направленной остриём вниз. С четырёх сторон щита лук окружают шестиконечные звезды. Венчает композицию золотая надпись «Полтава», исполненная старославянским шрифтом, причём буква «Т» изображена в виде геральдического щита.

### Флаг
Флаг утверждён 10 февраля 2000 года, он состоит из двух горизонтально расположенных равных полос белого и зелёного цвета, на котором изображён золотой лук с натянутой стрелой (один из символов города).
Цвета флага используются в оформлении города; городские спортивные команды, как правило, носят бело-зелёную форму.

### Гимн
Гимн Полтавы является одним из символов города. Музыка для гимна была написана полтавским композитором Алексеем Чухраем. Слова — Леонида Вернигоры.

Здавен ми славні, так ведеться,
Запам’ятали нас віки!
Наш дім і місто, і фортеця,
Не завойовані ніким.

Заповідав нам Котляревський
Закон, що нас охороня:
Де мир і злагода в сімействі,
Блаженна буде сторона.

Що ми духовна є столиця,
Давно вже визнав цілий світ.
Живи й сіяй в віках, світлиця!
Як материнки першоцвіт!

Хвала, хвала тобі Полтаво,
У пісні солов'їній
У тебе матінка Держава
Безсмертна Україна

## Административное деление
Город разделён на 3 административных района:
- Киевский[укр.] (укр. Київський), находится в северной, северо-западной, центральной части города. Площадь — 54,37 км² (52,8 % площади города). Население — 112 тысяч человек. В районе находится большое количество промышленных предприятий и частных секторов. В район входят микрорайоны: 1-я гор. больница, 5-я школа, ОЦЭВУМ (ДК ПТК), Юровка, Браилки, ГРЛ, Рыбцы, Ивонченцы, Зыгина пл., Павленки, Киевский вокзал, Мясокомбинат, Полтава-4 (Авиагородок), Пушкарёвский, стадион «Ворскла», Аграрная академия, Институт связи, Фарфоровый завод, Завод ЖБИ, Автоагрегатный завод, Опытная, Яковцы, Артбаза, улица Пушкарёвская.
- Подольский[укр.] (укр. Подільський, до 2016 г. — Ленинский) район. Находится в восточной и юго-восточной части города, в пойме реки Ворскла. Площадь — 29,88 км², население — 53 тысячи человек. В район входят микрорайоны: Крутой Берег, Вакуленцы, Червоный Шлях, Воронина, Рогозная, Дублянщина, Новостроение, Лесок, Южный вокзал, Подол, Левада, Климовка, посёлок Железнодорожников.
- Шевченковский[укр.] (укр. Шевченківський, до 2016 г. — Октябрьский), находится в центральной и юго-западной части города. Занимает площадь 20,77 км². Население — 148 тысяч человек (на 2005 год). В районе находится исторический и культурный центр города. В район входят микрорайоны (официальные выделены жирным шрифтом): Центр, Белая беседка, Алмазный, Боженко, Автовокзал, Геофизика, Круг, Мотель, Океан, Очеретянка, Парк Победы, Сады-1, Сады-2, Огнивка (Сады-3), Старая Автостанция (АС-2), Фурманова, Кобыщаны, Киевское шоссе, Центральный рынок, Чайковского, Яр, Красные казармы.

| Район                  | Площадь (км²) | Население | Председатель райисполкома      |
| ---------------------- | ------------- | --------- | ------------------------------ |
| 1. Шевченковский район | 20,77         | 147 600   | Бардинов Андрей Васильевич     |
| 2. Киевский район      | 54,37         | 111 900   | Тригубенко Светлана Васильевна |
| 3. Подольский район    | 29,88         | 53 700    | Белоконь Сергей Васильевич     |

Некоторые эксперты[кто?] считают, что несмотря на то что сёла: Рассошенцы, Горбаневка, Щербани, Копылы, Макуховка, Гожулы и Супруновка юридически находятся за границами города, они образуют с областным центром Полтавскую агломерацию. В качестве аргумента для существования такой агломерации называют довод, что через село Рассошенцы проходит городской троллейбусный маршрут.

## Транспорт
Полтава — крупный транспортный узел центральной Украины. В городе сходятся важные железнодорожные и автомобильные пути, развита сеть общественного городского транспорта.

### Троллейбус

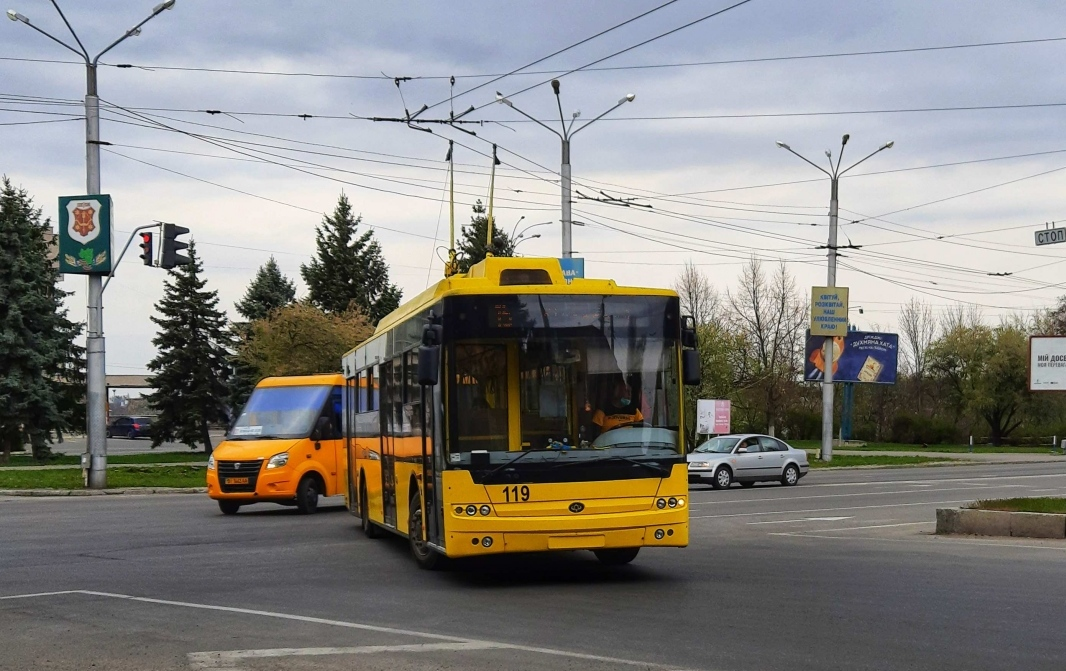
Полтавский троллейбус

Троллейбус действует в Полтаве с 14 сентября 1962 года. Общая длина контактной сети — 72,6 км. Всего на балансе КП «Полтаваэлектроавтотранс» около 70 машин. Большая часть — это машины производства Южного машиностроительного завода, первые из которых поступили в январе 1993 года. Маршруты на протяжении многих лет много раз изменялись. На данный момент машины работают на десяти маршрутах. Самый короткий маршрут — № 1 (13 км). Самый длинный — № 6 (33,8 км). Стоимость проезда с 11.06.2022 г. — 10 гривен. Начиная с марта 2018 года началось сотрудничество с Европейским банком реконструкции и развития по поводу кредита на покупку 40 новых троллейбусов и длится до сих пор.
| №  | Маршрут                                                                 |
| -- | ----------------------------------------------------------------------- |
| 1  | Вокзал «Полтава-Киевская» — Вокзал «Полтава-Южная»                      |
| 2  | с. Рассошенцы — Вокзал «Полтава-Южная»                                  |
| 3  | Завод ГРЛ — Стеклозавод (через ул. Сенная)                              |
| 4  | Завод ГРЛ — Вокзал «Полтава-Южная» (через Центр)                        |
| 5  | Кольцевой маршрут (Центр — Алмазный — Половки — Центр) (Малое кольцо)   |
| 6  | Завод ГРЛ — Вокзал «Полтава-Южная» (через м-н Алмазный)                 |
| 7  | Институт связи — с. Рассошенцы (Через м-н Алмазный)                     |
| 8  | Институт связи — ул. Героев Сталинграда (через ул. Сенная)              |
| 12 | Институт связи — м-н Левада                                             |
| 15 | Кольцевой маршрут (Центр — Половки — Алмазный — Центр) (Большое кольцо) |

### Автобус
В городе Полтава курсируют городские автобусы во всех направлениях города, а также пригорода. Данный вид транспорта значительно разгружает троллейбусную линию и повторяет большинство линий. Машины находятся на содержании разных частных перевозчиков и одного коммунального — «Полтаваэлектроавтотранс». Стоимость проезда с 11.06.2022 г. — 10 гривен (коммунальные автобусы) и 10
гривен (частные перевозчики).
| №     | Маршрут                                                                           |
| ----- | --------------------------------------------------------------------------------- |
| 1     | Крытый Рынок (с 16:00 — Центр) — с. Вакуленцы                                     |
| 2     | Крытый Рынок — ул. Пищевиков                                                      |
| 3     | Крытый Рынок — с. Дублянщина                                                      |
| 4     | Крытый Рынок — с. Дальние Яковцы                                                  |
| 5     | Крытый Рынок — с. Яковцы                                                          |
| 6     | Крытый Рынок — ул. Луговая                                                        |
| 7     | Крытый Рынок — с. Рыбцы                                                           |
| 8     | Крытый Рынок — с. Воронина                                                        |
| 9     | Крытый Рынок — с. Ивонченцы                                                       |
| 10    | Крытый Рынок — с. Червоный Шлях                                                   |
| 11    | 1 больница — Крытый Рынок — с. Железнодорожников                                  |
| 12    | Крытый Рынок — м-н Половки                                                        |
| 13    | Крытый Рынок — с. Лесок                                                           |
| 14    | Крытый Рынок — Завод МБЗ                                                          |
| 15    | Техуниверситет — ул. Балакина                                                     |
| 16    | ДСК — м-н Половки                                                                 |
| 17    | ОЦЭВУМ — ТРЦ «Паровоз»                                                            |
| 14/18 | ул. Героев Сталинграда — Областная психиатрическая больница                       |
| 20    | Кольцевой маршрут (Центр — Браилки — Половки — Алмазный — Центр)                  |
| 21    | Кольцевой маршрут (Центр — Алмазный — Половки — Браилки — Центр)                  |
| 22    | Центр — с. Рассошенцы                                                             |
| 23/24 | Областная опытная станция — ул. Патриарха Мстислава                               |
| 25    | Центр — м-н Огнивка (через ул. 23 сентября)                                       |
| 26    | Центр — м-н Огнивка (через ул. Раисы Кириченко)                                   |
| 27    | Центр — ул. Софьи Ковалевской                                                     |
| 28    | ул. Героев Сталинграда — Затуринский переезд                                      |
| 29    | ул. Героев Сталинграда — с. Дублянщина                                            |
| 30    | ул. Героев Сталинграда — Маслосырбаза                                             |
| 31    | ул. Героев Сталинграда — Хлебоприёмный пункт(ул. Рыбчанская)                      |
| 32    | ул. Героев Сталинграда — с. Червоный Шлях                                         |
| 33    | с. Рассошенцы — Дендропарк — с. Яковцы                                            |
| 34    | с. Горбаневка — Затуринский переезд                                               |
| 35    | с. Горбаневка — м-н Алмазный — ул. Гожулянская                                    |
| 36    | с. Горбаневка — Институт связи                                                    |
| 37    | м-н Огнивка — м-н Новостройки                                                     |
| 38    | м-н Огнивка — Институт связи (через Центр)                                        |
| 39    | м-н Левада — м-н Огнивка                                                          |
| 40    | м-н Огнивка — Вокзал «Полтава-Южная»                                              |
| 41    | м-н Огнивка — Завод ГРЛ (через Центр)                                             |
| 42    | м-н Огнивка — с. Железнодорожников                                                |
| 43    | м-н Левада — м-н Половки — м-н Алмазный — м-н Левада                              |
| 44    | м-н Левада — м-н Алмазный — м-н Половки — м-н Левада                              |
| 45    | Техуниверситет — м-н Огнивка                                                      |
| 46    | Институт связи — м-н Половки — м-н Алмазный — Институт связи                      |
| 47    | Институт связи — м-н Сады-2 (через ул. Сенную)                                    |
| 48    | Институт связи — ул. Героев Сталинграда                                           |
| 49    | Вокзал «Полтава-Южная» — с. Рассошенцы                                            |
| 50    | Вокзал «Полтава-Южная» — Институт связи                                           |
| 51    | Вокзал «Полтава-Южная» — м-н Алмазный — м-н Половки — Вокзал «Полтава-Южная»      |
| 52    | Вокзал «Полтава-Южная» — м-н Половки — м-н Алмазный — Вокзал «Полтава-Южная»      |
| 53    | ул. Балакина — м-н Огнивка                                                        |
| 54    | Вокзал «Полтава-Южная» — Завод ГРЛ                                                |
| 55    | Завод ГРЛ — с. Рассошенцы (через м-н Алмазный)                                    |
| 56    | Завод ГРЛ — с. Рассошенцы (через Центр)                                           |
| 57    | Завод ГРЛ — м-н Левада                                                            |
| 58    | с. Яр — м-н Алмазный — м-н Половки — с. Яр                                        |
| 59    | с. Рыбцы — м-н Браилки                                                            |
| 60    | с. Лесок — м-н Алмазный — м-н Половки — с. Лесок                                  |
| 61    | с. Вакуленцы — ул. Героев Сталинграда                                             |
| 62    | с. Вакуленцы — м-н Половки — м-н Алмазный — Вокзал «Полтава-Южная» — с. Вакуленцы |
| 63    | м-н Сады-2 — с. Воронина                                                          |
| 64    | м-н Сады-2 — м-н Левада (ул. Южная)                                               |
| 65    | Завод медицинского стекла — с. Рыбцы (через м-н Алмазный)                         |
| 66    | ул. Героев Сталинграда — с. Ивонченцы                                             |

### Междугородние автобусы
Автобусы с междугородним сообщением, курсируют через Полтаву и область ежедневно, благодаря хорошему соединению автомобильных дорог украинского и международного значения.
- Автовокзал «Полтава-1» (ул. Великотырновская);
- Автостанция «Полтава-2» (ул. Шевченко, р-н Центрального рынка);
- Автостанция «Полтава-3» (ул. Зеньковская, р-н ТРЦ «Киев»); (закрыта с 2020 года)
- Автостанция «Полтава-4» (пл. Славы, р-н железнодорожного вокзала «Полтава-Южная»).

С центрального автовокзала «Полтава-1» курсируют автобусы во все направления области, а также в крупные города Украины: Киев, Одесса, Харьков, Днепр, Запорожье, Сумы, Кривой Рог.
Автовокзал «Полтава-1» находится на балансе предприятия «Полтаваавтотранс». Междугородние автобусы курсируют в разных направлениях Украины, а также ближнего зарубежья. Средний пассажиропоток автовокзала «Полтава-1» насчитывает более 100 пассажиров в час. Также, с автовокзала отправляются в рейсы автобусы пригородного значения, соединяя Полтаву с многочисленными районными центрами области. Расписание автобусов из Полтавы находится на автовокзале и на сайте предприятия «Полтаваавтотранс». Местный бюджет регулярно выделяет средства на улучшение качества перевозок, на открытие новых рейсов и направлений в другие города и точки Украины.

### Маршрутное такси
В Полтаве параллельно большинству линий муниципального транспорта действуют линии маршрутного такси. Также линии маршрутного такси связывают город с пригородами. Линии маршрутного такси обслуживаются частными компаниями-автоперевозчиками и коммунальными АТП. Стоимость проезда с 11.06.2022 г. — 15 гривен(официально, но приватные перевозчики едут по собственным ценам 10 гривен).

### Автомобильный транспорт
Полтава — важный центр автомобильных перевозок, находится на пересечении транспортных путей, соединяющих западную и восточную части Украины. Автомобильные пути связывают Полтаву с Киевом, Харьковом, Днепром, Сумами, Кременчугом.
Через Полтаву проходят автомобильные маршруты:
- E 40 — трасса Киев-Харьков (восточное направление — Чутово, Харьков; западное — Хорол, Лубны, Киев).
- H-12 — национальная автодорога (Котельва, Ахтырка, Сумы).
- M-22 — международная автодорога (Кременчуг)

По состоянию на 2010 год, в Полтаве для перевозки пассажиров, задействованы следующие виды общественного транспорта:
- Электрический — троллейбусы 10 маршрутов (75 км линий, функционирует в Полтаве и близлежащем посёлке Рассошенцы).
- Автомобильный — автобусы (88 маршрутов общей протяжённостью свыше 250 км), микроавтобусы, легковые такси.

В 2008 году троллейбусами было перевезено 30,97 млн пассажиров, автобусами и микроавтобусами — 30,89 млн пассажиров. Сеть городского пассажирского транспорта охватывает все районы города и состоит из 340 остановок общественного транспорта. С целью улучшения экологического состояния в городе, практически все двигатели пассажирского транспорта перекомплектованы и работают на газовом топливе.
Также в городе функционирует 14 служб такси, в которых насчитывается около 1170 легковых автомобилей.

### Железнодорожный транспорт

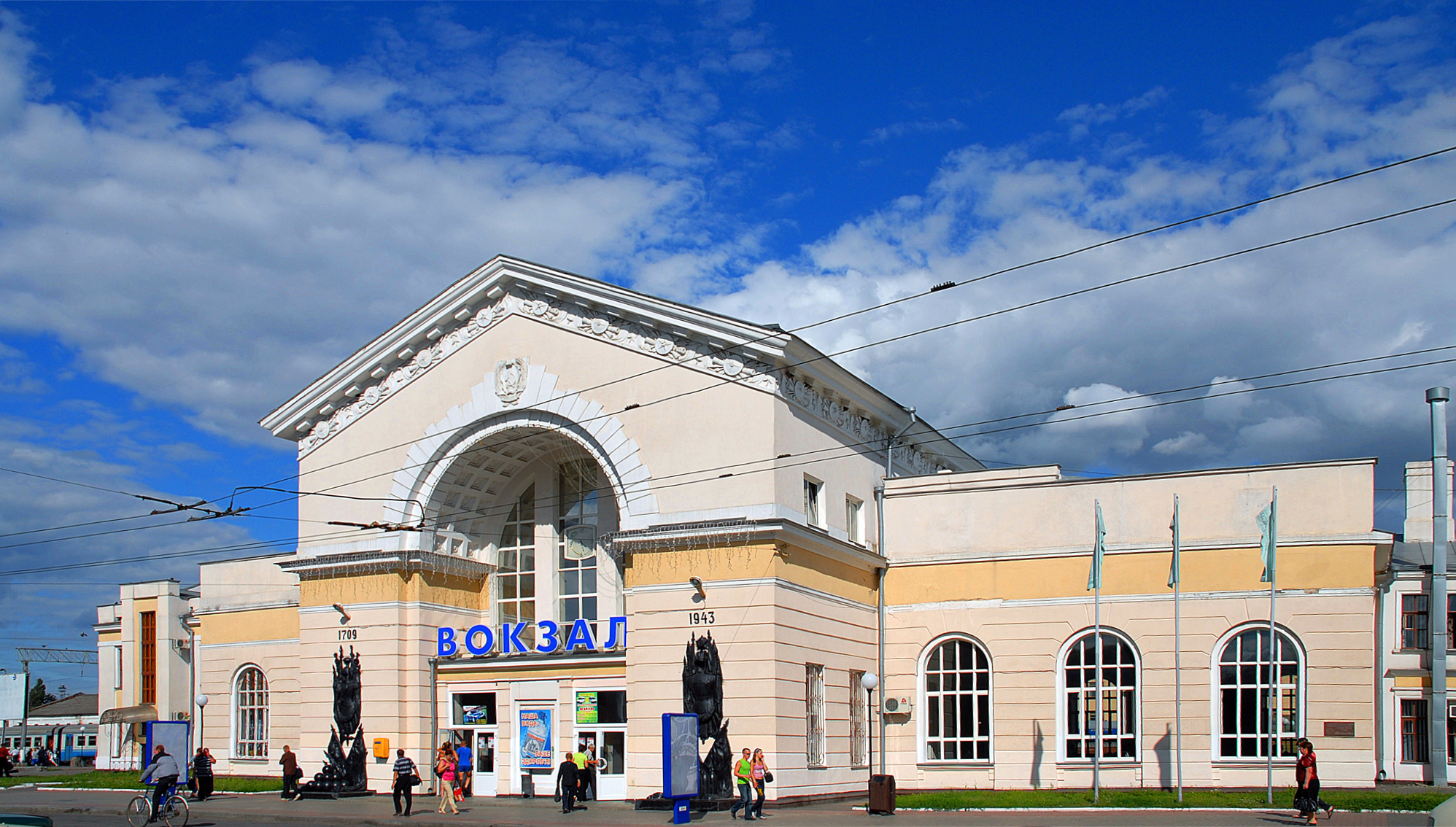
Южный вокзал

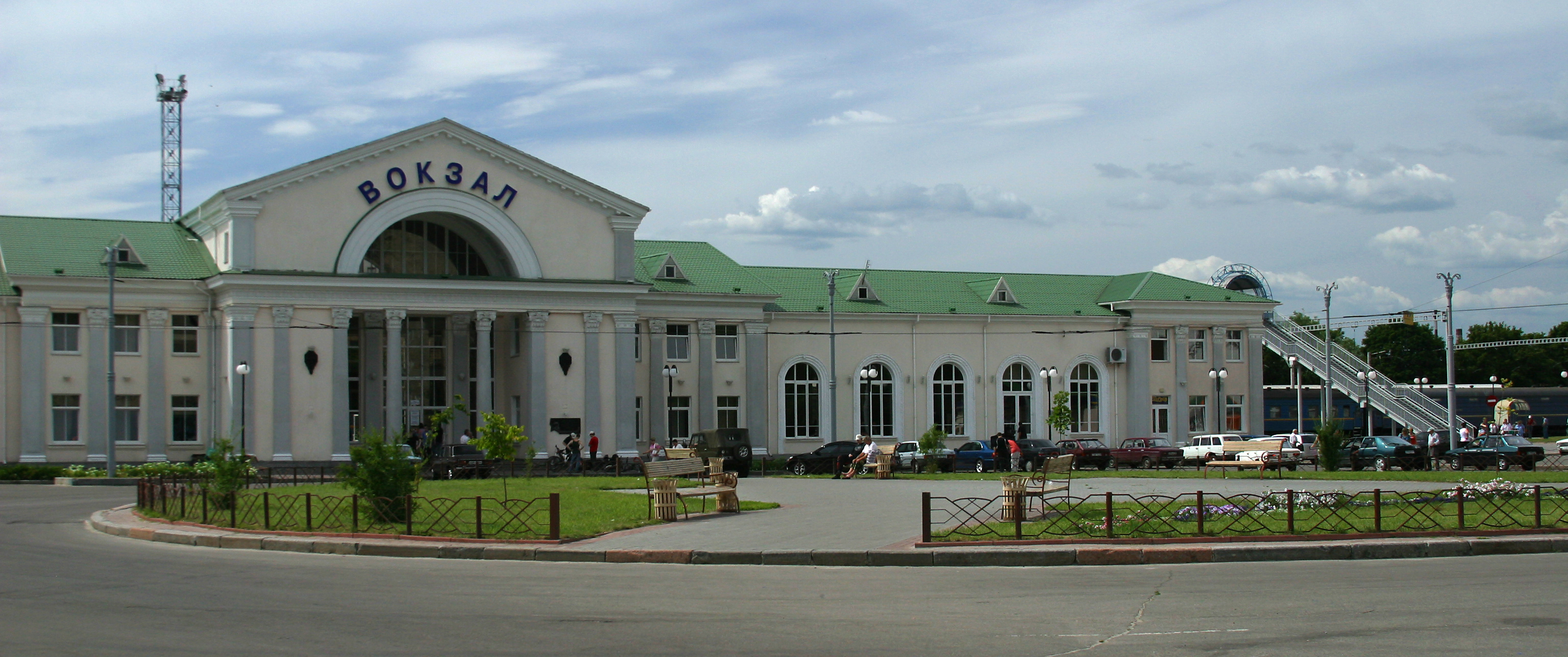
Киевский вокзал

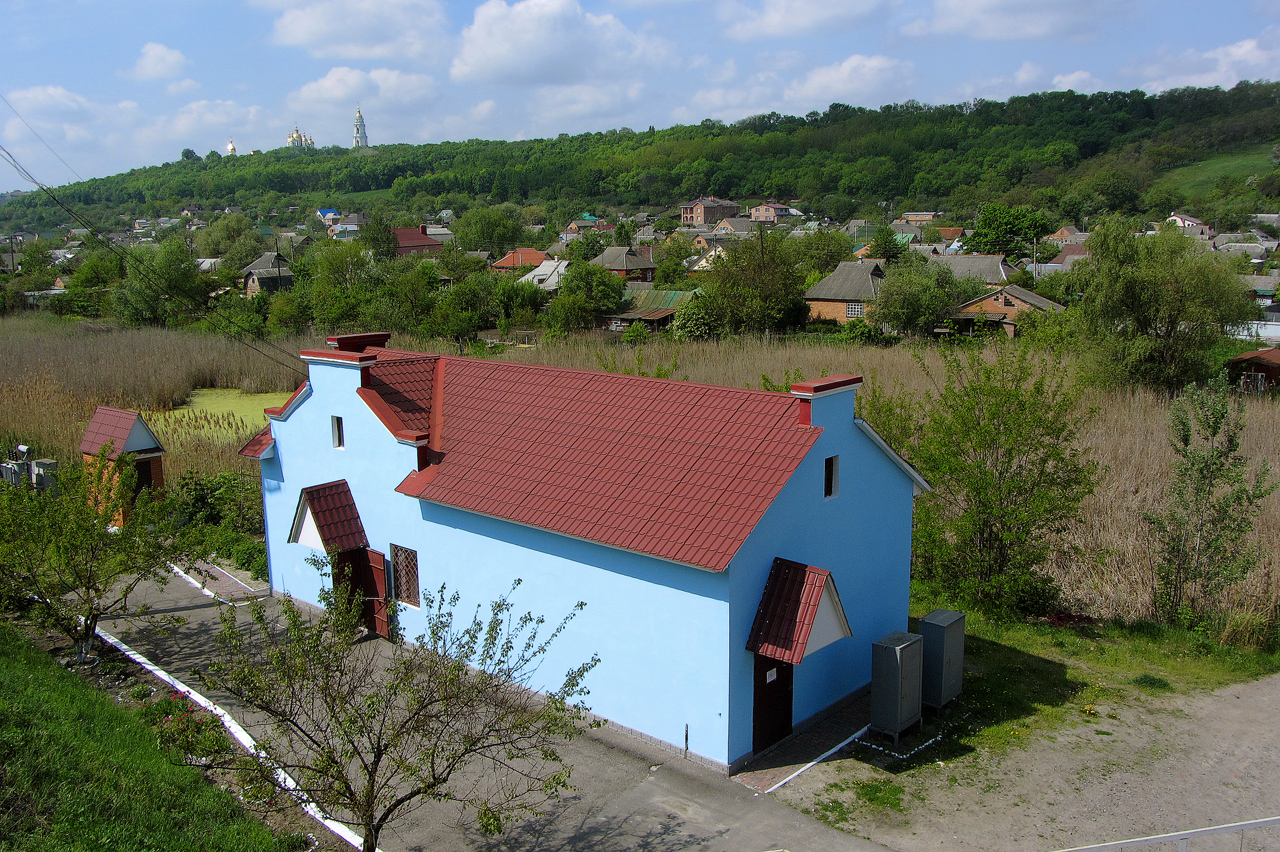
Разъезд «Кривохатки»

Полтава является большим железнодорожным узлом. В городе расположены два железнодорожных вокзала (Киевский и Южный). Железнодорожные пути связывают Полтаву через Киев, Харьков, Кременчуг, Лозовую, Красноград с другими регионами страны. Маршруты Киев-Полтава-Харьков, Киев-Полтава-Лозовая электрифицированы и обеспечивает проезд скоростных и комфортабельных поездов. Электрификация линии Полтава-Харьков была закончена в августе 2008 года. 15 мая 2012 года отправился в первый рейс поезд Škoda Vagonka по участку Полтава-Красноград-Лозовая. Ныне здесь обеспечено движение беспересадочного пассажирского вагона до Новоалексеевки через Харьков (ранее до Симферополя через Красноград, Лозовую, Павлоград, Запорожье, Мелитополь и Джанкой), а также скоростных поездов Hyundai Rotem и Тарпан по маршруту Киев-Константиновка и Константиновка-Киев. Также курсируют пассажирские скорые поезда по маршрутам «Харьков — Одесса», «Харьков — Херсон» и др. Пригородными электро- и дизель-поездами обеспечивается железнодорожная связь Полтавы с районами области.
- Пассажирский вокзал «Полтава-Южная» — узловая железнодорожная станция Южной железной дороги, связной узел четырёх направлений: Люботин (до ж/д ст. Огульцы, где из-за смены рода тока производится пересадка на электропоезда до Люботина и Харькова), Гребёнку через Ромодан, Кременчуг, Лозовая через Красноград). Общая площадь помещений вокзала — 3817 м², он рассчитан на 200—250 пассажиров. В 1937 году здание пассажирского вокзала «Полтава-Южная» был открыт после реконструкции. На станции «Полтава-Южная» находится управление Полтавской дирекции железнодорожных перевозок (ДН-4), пассажирский вокзал 1-го класса, локомотивное депо (ТЧ-5), моторвагонное депо (РПЧ-2), ремонтное вагонное депо (ВЧД-11), дистанция пути (ПЧ-11), дистанция сигнализации и связи (ШЧ-6), Полтавское территориальное управление (БМЕСУ-16), дистанция электроснабжения (ЭЧ-4), пассажирский вагонный участок (ВЧ-4), восстановительный поезд (ВП-5). Железнодорожный вокзал «Полтава-Киевская» — железнодорожная станция, принимающая электропоезда пригородных маршрутов «Полтава-Южная — Гребёнка — Полтава-Южная» и «Полтава-Южная — Ромодан — Полтава-Южная», а также скоростные электропоезда «Интерсити плюс», которые курсируют по маршрутам «Киев — Константиновка — Киев» (до 2014 года — «Киев — Донецк — Киев») и «Киев — Харьков — Киев».

### Воздушный транспорт
В 7 км к западу от города, у села Ивашки, рядом с трассой Киев-Харьков, находится однополосный аэропорт. Длина взлётной полосы 2,6 км. Аэродром пригоден для эксплуатации самолётов круглый год без ограничений, в светлое время суток. Обеспечивает взлёт, посадку и управления воздушных судов индекса 5 (пять) и ниже (Ан-2, Ан-12, Ан-24, Ан-26, Ан-30, Ан-32, Ан-74, Л-410, Ми-2, Ми-6, Ми-8, Ми-26, Ка-26, Як-40, Як-42, Ту-134, Ту-154, Ил-76, Ил-18, Б-737, А-320 до 125 т).

## Социальная сфера

### Образование

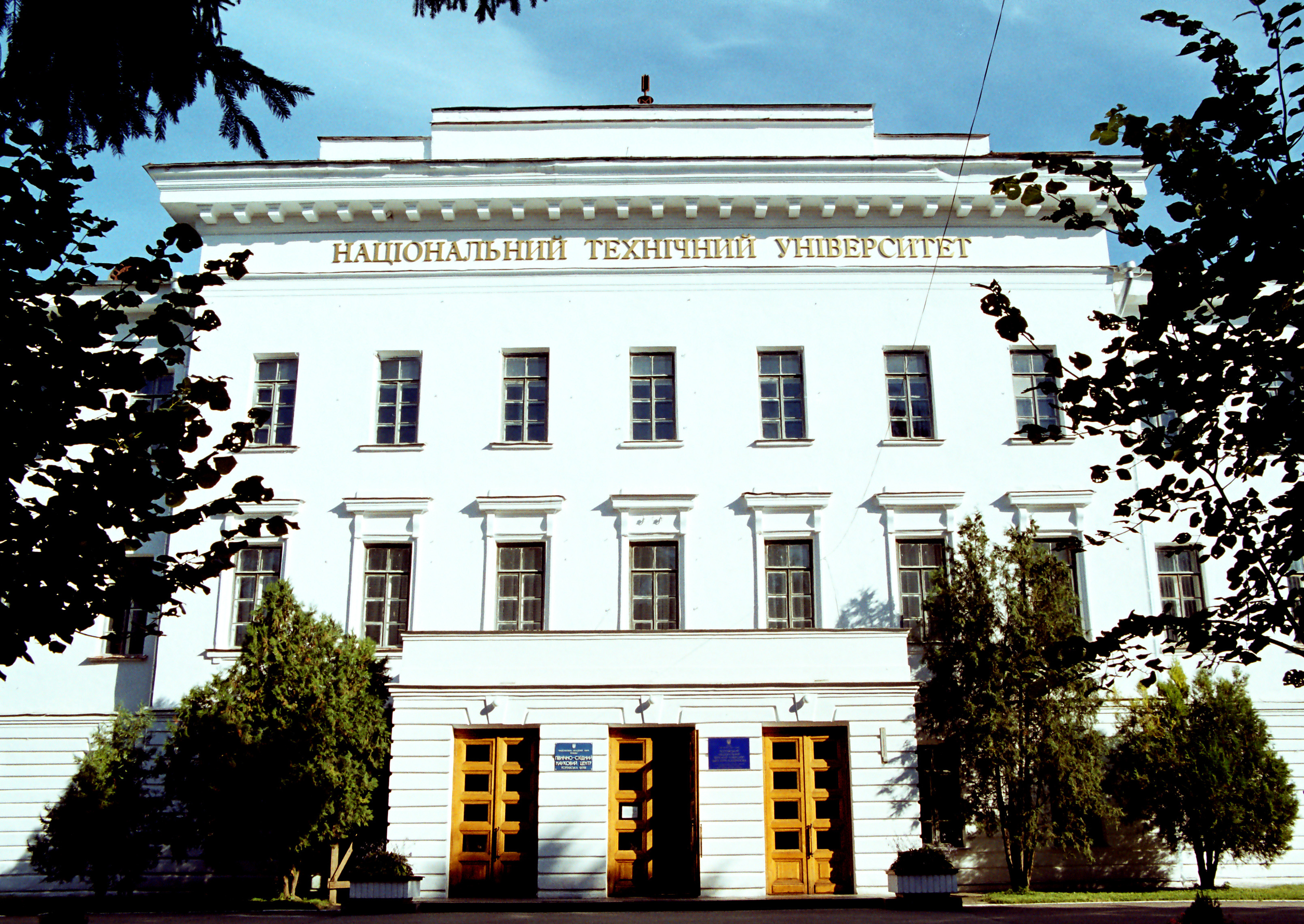
Полтавский национальный технический университет имени Ю. Кондратюка

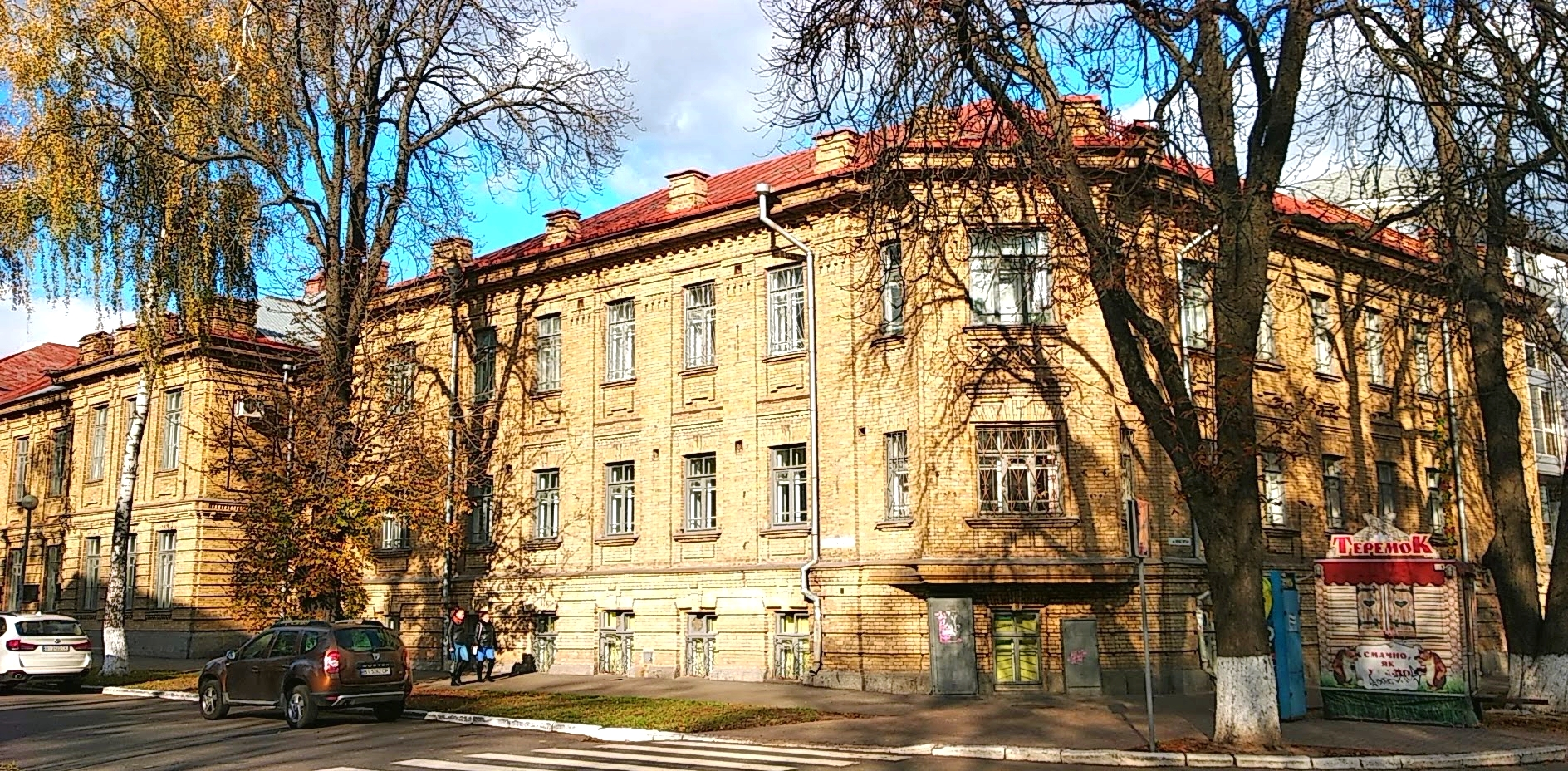
Полтавский национальный педагогический университет имени В. Г. Короленко

Полтава — развитый учебный центр. В городе действуют 12 вузов III—IV уровней аккредитации, а также 52 общеобразовательных учреждения.
Высшие учебные заведения
В городе работают 12 вузов (на 2008), в том числе:
- Полтавский национальный технический университет имени Ю. Кондратюка
- Полтавский национальный педагогический университет имени В. Г. Короленко
- Военный институт телекоммуникаций и информатизации
- Полтавская государственная аграрная академия
- Украинская медицинская стоматологическая академия
- Полтавский университет экономики и торговли
- Полтавский институт экономики и права

Факультеты: Национальной юридической академии Украины им. Я. Мудрого, Университета МВД, Межрегиональной Академии управления персоналом, Международного Европейского университета, Киевского национального университета Культуры и искусств, Национального технического университета Украины «Харьковский политехнический институт», Полтавский институт бизнеса Международный научно-технический университет им. академика Ю. Бугая.
Также в городе работают: Аграрно-экономический колледж ПДАА, Полтавский политехнический колледж, Полтавский строительный техникум транспортного строительства, Полтавский техникум пищевых технологий, Полтавский нефтяной геологоразведочный техникум Полтавского национального технического университета имени Юрия Кондратюка, Полтавский медицинский колледж, Полтавское музыкальное училище имени Н. В. Лысенко, профессионально-технические училища и другие учебные заведения.
Общеобразовательные учреждения
Всего в городе действуют 52 общеобразовательных учреждения и 54 дошкольных учреждений, среди которых:
- 14 учреждений нового типа (городские лицеи, гимназии).
- 2 специальные школы для детей с особыми потребностями.
- 1 вечерняя школа.
- 5 частных учебных заведений.

### Спорт

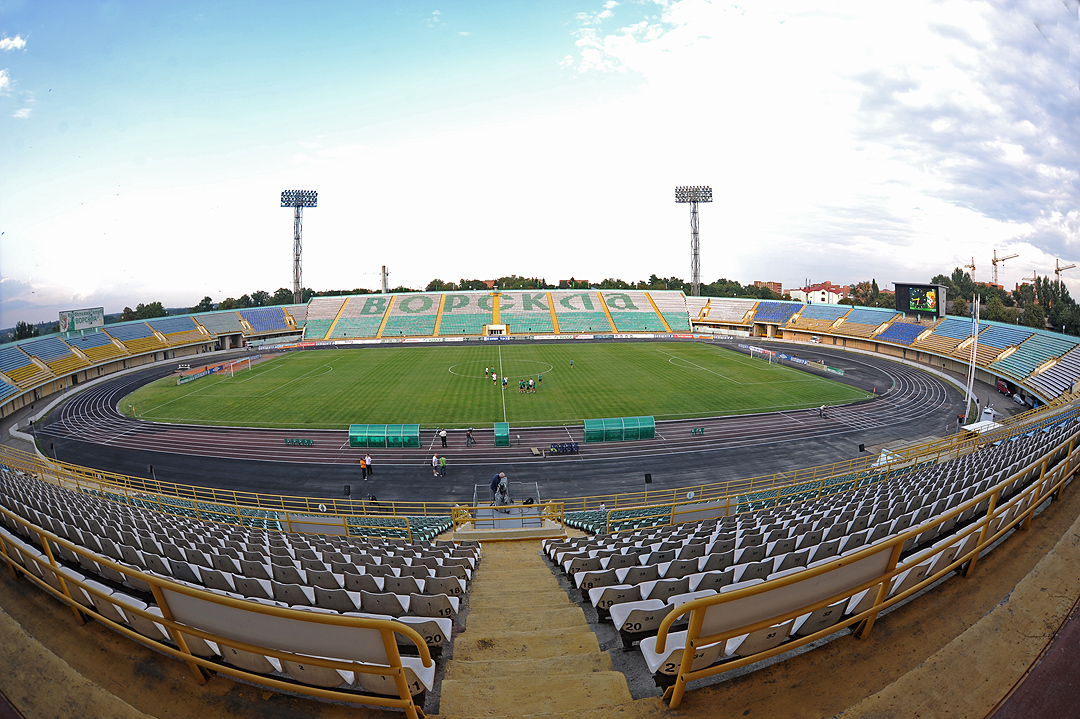
Стадион «Ворскла» им. Алексея Бутовского

Главная футбольная команда города — «Ворскла». Выступает в Премьер-лиге Украины. Наивысшим достижением является 3-е место в чемпионате Высшей Лиги в игровом сезоне 1996/1997 годов и последующее участие в розыгрыше Кубка УЕФА. Позднее команда ещё дважды представляла страну в розыгрыше Кубка УЕФА и Кубка Интертото.
В 2009 году «Ворскла» стала обладателем Кубка Украины. В финальном матче 31 мая 2009 года в Днепропетровске «Ворскла» победила со счётом 1:0 донецкий «Шахтёр», за несколько недель до этого ставший обладателем Кубка УЕФА. Позднее, в Сумах в матче за Суперкубок Украины «Ворскла» лишь в серии послематчевых пенальти проиграла киевскому «Динамо».
С 2007 по 2018 год в чемпионате страны среди профессиональных клубов город представляла вторая профессиональная команда — Футбольный клуб «Полтава». В 2021 году во Второй лиге Украины дебютировала команда СК «Полтава». Много любительских команд играют в первенстве города и области.
В гандбольном первенстве город представляет команда «Динамо-Полтава».
В баскетбольной Суперлиге один сезон выступал баскетбольный клуб «Полтава» (уже не существует). Ещё раньше — в 1990-е годы в баскетбольном первенстве выступал клуб «Полтава-баскет».
Женская футзальная команда «Ника» многократно становилась чемпионом Украины. Функционируют картинговые секции, развивается мотокросс. Мотобольная команда «Вымпел», существующая сейчас лишь на любительских началах, становилась чемпионом Советского Союза. Много спортивных сооружений: Центральный стадион «Ворскла», стадионы «Локомотив», «Динамо», «Авиатор», спортивные комплексы ПГАА, ПЗМС, МВД, бассейны «Юность-1» и «Дельфин», картодром «Лтава». Была возобновлена работа мототрека, в советские годы принимавшего этапы чемпионатов Европы по мотокроссу. В городе есть теннисные корты, функционируют катки, в перспективе — строительство Ледового дворца спорта.

## Культура и искусство

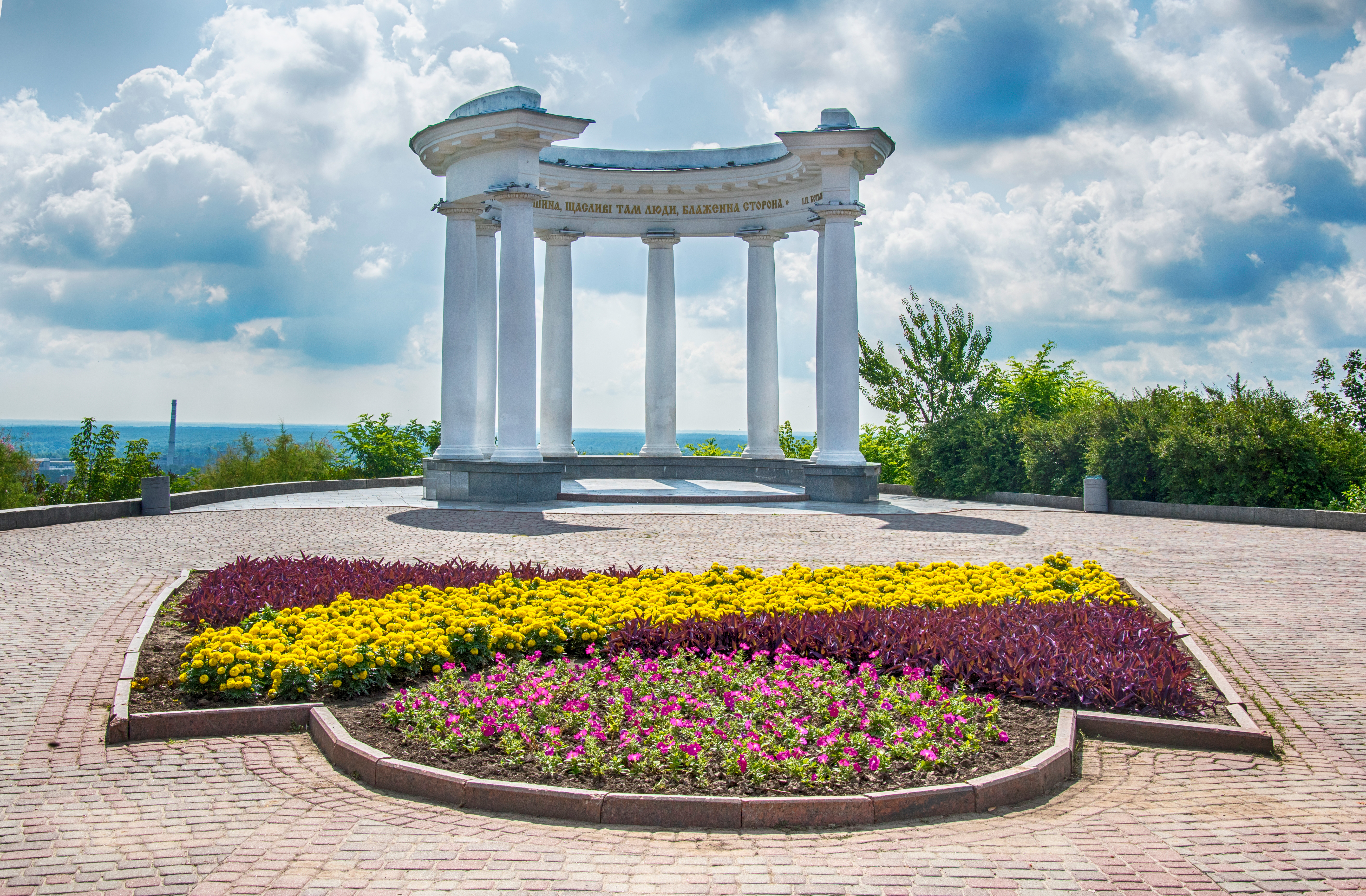
Ротонда дружбы народов

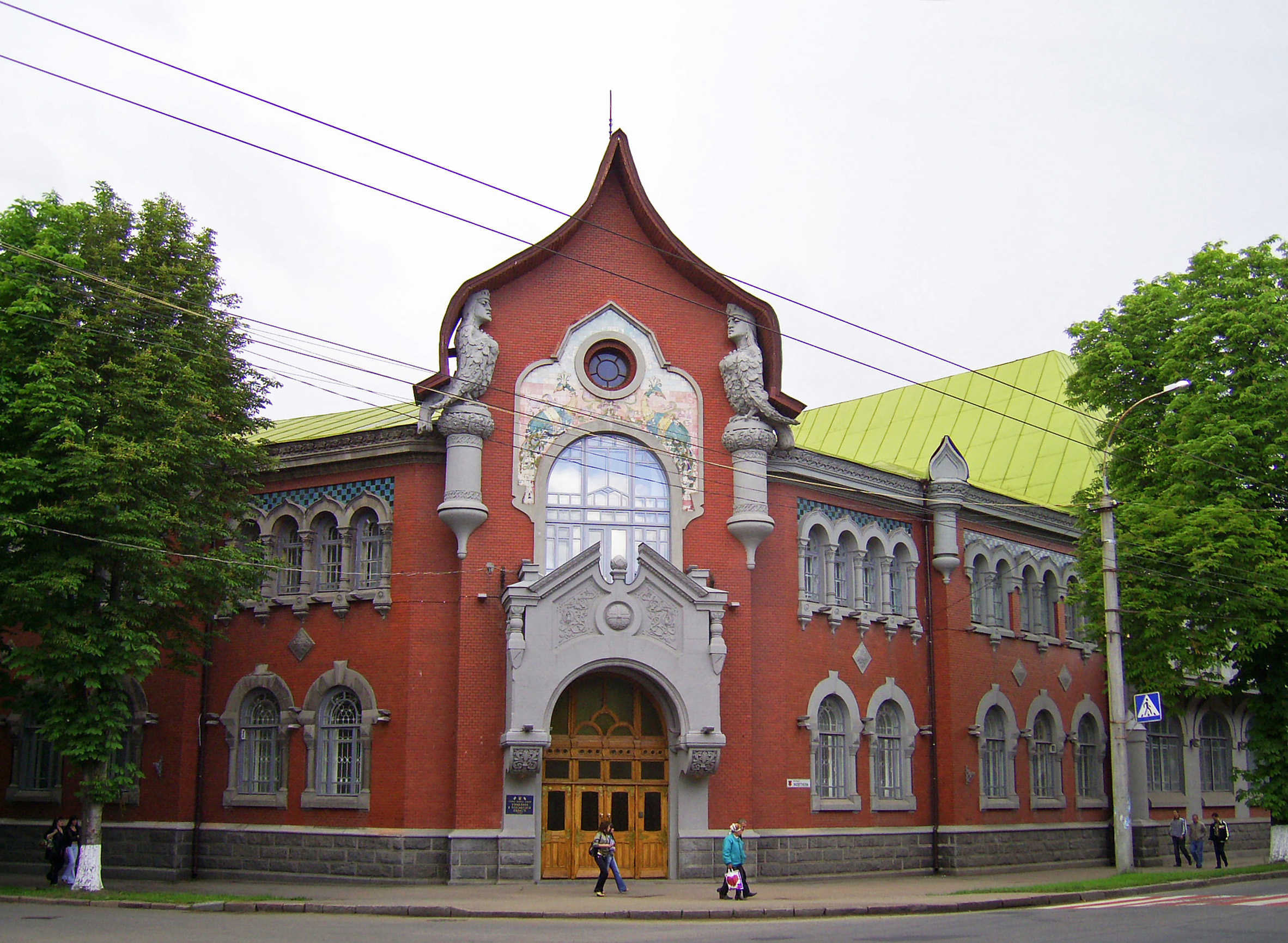
Дом Дворянского и Крестьянского банка XX ст.

### Достопримечательности
- Архитектурный ансамбль Круглой площади — памятник классицизма XIX века. Возник по регулярному плану застройки Полтавы 1804—1805 гг. как административный центр новосозданной одноимённой губернии в первой трети XIX в., по рассказам — на историческом месте встречи полтавчан с Петром І и его армией после Полтавской битвы 1709 года. В плане это круг диаметром 375 метров (площадь 10 га) с восемью радиально расходящимися улицами.
- Монумент Славы — памятник в честь победы в Полтавской битве. Открыт в 1811 году в центре Круглой площади. Знаменует победу полка Петра I над шведами.
- Ротонда дружбы народов или Белая беседка — колоннада, один из символов города.
- Храмы и церкви. Спасская церковь, Успенский собор, Макарьевский собор, Крестовоздвиженский монастырь, Свято-Николаевская церковь, церковь Веры, Надежды, Любви, Свято-Покровский храм, Сампсониевская церковь.
- Полтавский краеведческий музей — один из крупнейших краеведческих музеев Украины.
- Полтавские катакомбы — сеть подземелий, соединяющая различные части старого города.
- Иванова гора[69] является практически сакральным местом для жителей Полтавы.

### Культура
В Полтаве много музеев — как государственных, муниципальных, так и созданных на общественных началах. В городе функционируют 37 заведений культуры и искусства, принадлежащих городской власти. Это 5 музеев, 5 школ эстетического воспитания, Дворец досуга «Листопад», городской Дом культуры, 3 клуба, 17 библиотек, 2 кинотеатра, городской парк культуры и отдыха «Победа», коммунальное предприятие городской духовой оркестр «Полтава». Досуг в Полтаве интеллектуально насыщенный и развлекательный.
|                |                       |                                                   |                                |                        |
| Монумент Славы | Поле Полтавской битвы | Музыкально-драматический театр имени Н. В. Гоголя | Музей истории Полтавской битвы | Сампсониевская церковь |

### Музеи
- Полтавский краеведческий музей;
- Полтавский музей дальней и стратегической авиации[70];
- Полтавский музей авиации и космонавтики[71];
- Музей истории Полтавской битвы[72];
- Музей-усадьба И. П. Котляревского;
- Музей-усадьба В. Г. Короленко[73];
- Музей-усадьба Панаса Мирного[74];
- Музей истории внутренних дел Полтавской области[75];
- Полтавский художественный музей;
- Музей военных конфликтов XX века[76];
- Народный музей Полтавского тепловозоремонтного завода[77];
- Геологический музей и др.

### Театры и др.
Театры города имеют давнюю историю: Полтавский оперный театр существовал до 1929, а Полтавский свободный театр — до 1821.
Сегодня действуют Полтавский областной академический украинский музыкально-драматический театр им. Н. В. Гоголя.
Полтавская областная филармония.
Полтавский академический областной театр кукол (один из крупнейших в СССР по количеству посадочных мест).

### Библиотеки
Полтавская областная универсальная научная библиотека имени И. П. Котляревского, Центральная областная библиотека, детско-юношеская библиотека, библиотеки в районах города.

### Парки

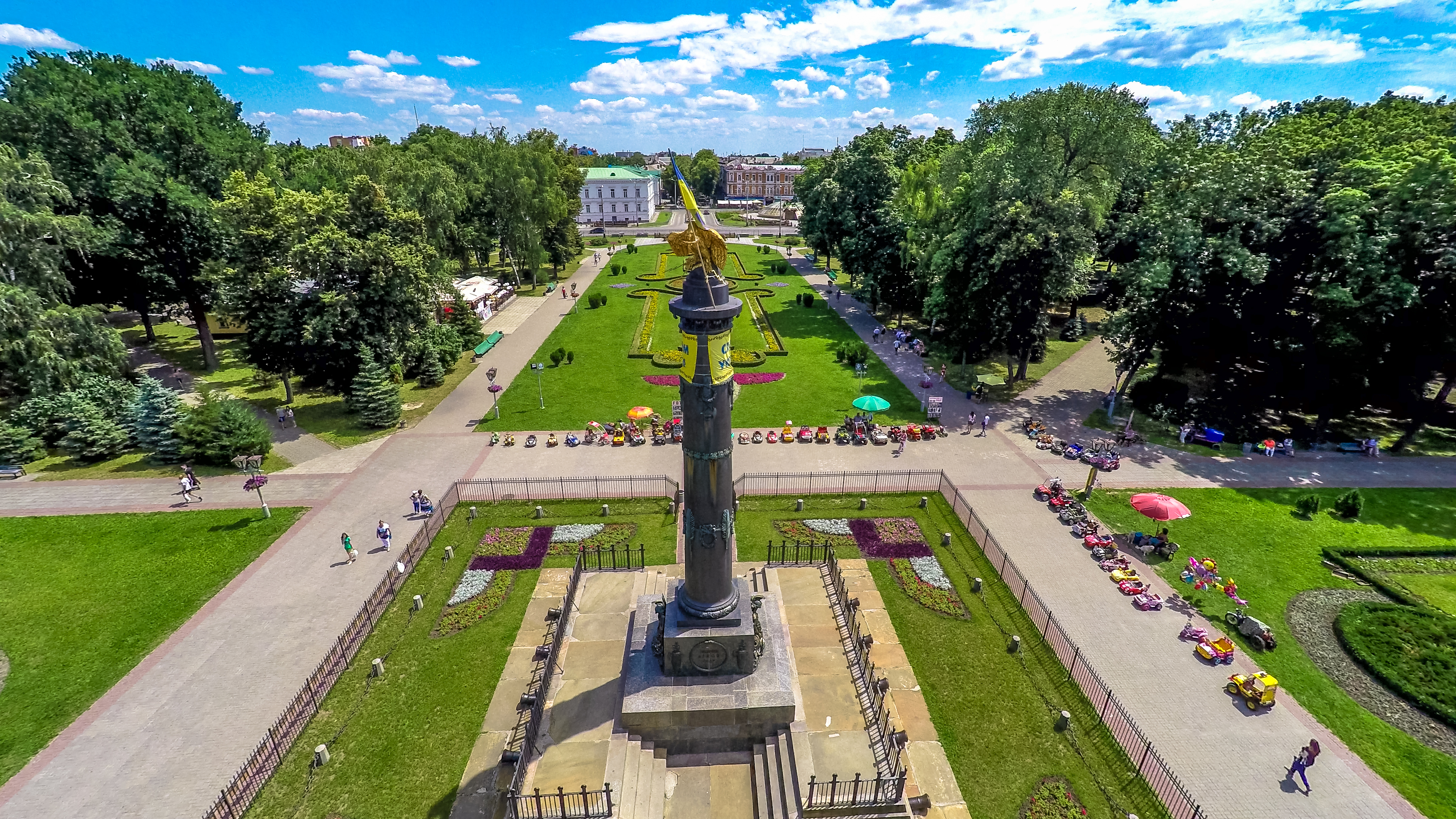
Корпусный сад

В городе 11 парков и скверов: центральный парк города — Корпусный сад, Солнечный парк, Петровский парк, сквер у памятника Котляревскому, сквер им. Гоголя, сквер Ляли Убийвовк, сквер у памятника Солдатским Матерям, парк Славы, парк культуры и отдыха «Победа», Пушкинский (Берёзовый) сквер, ботанический сад, дендропарк, парк Студенческий («Роща») и др.

## Экономика

### Промышленность
Полтавская область входит в состав Северо-Восточной экономической области, вместе с Сумской и Харьковской областями. На этих территориях расположена мощная промышленность и одни из лучших предприятий и хозяйств агропромышленного комплекса Украины.
В наше время, в хозяйственном комплексе города Полтавы насчитывается более 12 тысяч предприятий и организаций, в том числе более тысячи промышленных. В промышленном комплексе города занято около 40 тысяч человек, что составляет одну восьмую населения города. Удельный вес поступлений налогов и сборов от промышленных предприятий города и бюджетов всех уровней в 2008 составил 57,6 %.
В 2015 году объём реализованной продукции, работ, услуг достиг уровня 30,0 млрд гривен. Промышленный комплекс города формируют 11 секторов экономической деятельности, среди основных: добыча полезных ископаемых (15,0 млрд гривен); производство пищевых продуктов, напитков (3,2); лёгкая промышленность; целлюлозно-бумажное производство; издательская деятельность; химическая и нефтехимическая промышленность; производство прочей неметаллической минеральной продукции; машиностроение, ремонт и монтаж машин и их оборудования (1,3); металлургическое производство и производство готовых металлических изделий; производство и распределение электроэнергии, газа и воды (8,9)и многое другое.

#### Добыча полезных ископаемых
- ГПУ «Полтавагаздобыча», газодобывающее управление «Полтавагазвидобування» ДК «Укргаздобыча», НАК «Нафтогаз Украины» и украинско-британское совместное предприятие «Полтавская нефтегазовая компания» — добыча природного газа и газоконденсата, нефти и т. п.
- НГДУ «Полтаванефтегаз», Полтавское тампонажное управление ПАО «Укрнафта»

#### Пищевая промышленность
Пищевая промышленность Полтавы представлена совокупностью ряда отраслей, среди которых наибольшее развитие получили такие отрасли, как мукомольная, хлебопекарная, кондитерская, мясная, масложировая, ликёроводочная и пивоваренная.
К основным предприятиям пищевой промышленности города относятся: КП «Полтавский мясокомбинат», ОАО «Полтавакондитер», ЗАО «Полтавский ликёроводочный завод», ЗАО «Полтавпиво», ЧАО «Полтавский маслоэкстракционный завод» и другие. В производстве пищевой продукции увеличивается значение предприятий малого и среднего бизнеса.

#### Машиностроение

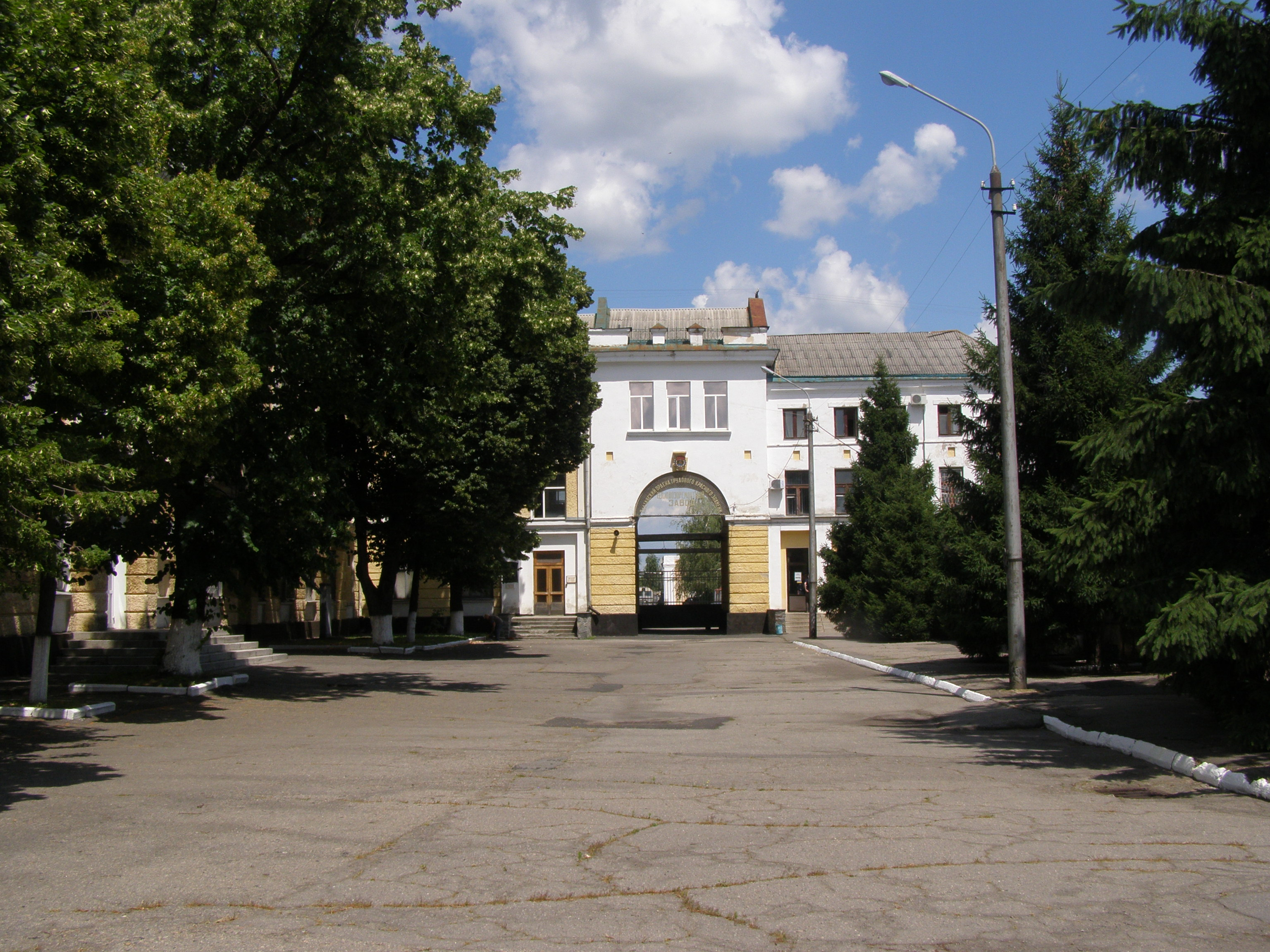
«Полтавский тепловозоремонтный завод»

Отрасль машиностроения по объёмам производства занимает третье место в городском промышленном комплексе. Она представлена производством электрического и электронного оборудования, транспортным машиностроением, производством технологического оборудования для химической, пищевой и лёгкой индустрии и другими.
- ООО «Полтавский завод порошковой металлургии „АВК Пресс“» — предприятие специализируется на производстве антифрикционных и конструкционных изделий из металлического порошка методом прессования с последующим спеканием, механической обработкой изделий, пропиткой, разработкой и изготовлением пресс-форм.
- ОАО «Полтавский турбомеханический завод» представляет энергетическое машиностроение города.
- ОАО «Полтавамаш» — специализируется на производстве технологического оборудования и запчастей для него для перерабатывающих отраслей агропромышленного комплекса, в том числе производит: комплекты оборудования по переработке мяса и цеха по производству колбас и копчёностей, комплекты оборудования для переработки птицы, для забоя скота, комплекты оборудования для производства животных жиров, теплоэнергетическое оборудования и т. д.
- ОАО «Полтавский тепловозоремонтный завод» — предприятие транспортного машиностроения, специализируется на ремонте пассажирских и грузовых тепловозов.
- ПАО «Полтавский автоагрегатный завод» — единственное на территории Украины специализированное предприятие по производству пневматических тормозных аппаратов для комплектации автомобилей, прицепов, автобусов и троллейбусов, а также пневмоаппаратов для технологического оборудования.
- ПАО «Электромотор» — выпускает асинхронные электродвигатели, блоки к сельхозмашинам и различные потребительские товары.
- ООО «КБ Аэрокоптер» — специализируется на производстве и разработке вертолётов лёгкой и сверхлёгкой авиации.
- ЧАО «Полтавский вентиляторный завод» — производство промышленных вентиляторов, вентиляционных систем и сопутствующих деталей и узлов.
- ЧАО «Полтавский алмазный инструмент» — предприятие по производству алмазного инструмента для машиностроительных, инструментальных, деревообрабатывающих, стеклообрабатывающих, камнеобрабатывающих, строительных и других компаний.

### Бизнес
В 2008 году в городе Полтава числилось более 31,1 тысяч человек, занятых в частном предпринимательстве. Доход в городской бюджет от деятельности объектов хозяйственности в 2008 году составил около 378,8 миллиона гривен (129,2 % от уровня 2007 года). Розничный товарооборот за 2008 год составил более 2600 млн гривен.
С целью дальнейшего развития малых предприятий, городским советом была утверждена «Программа развития предпринимательства в городе Полтава на 2009—2010 годы», работает Координационный совет по вопросам развития предпринимательства, Совет предпринимателей города Полтава.

### Сфера услуг
- АБ «Полтава-Банк», представительства всех крупных банков страны (около 30)[78]

#### Торговые центры
| - ТРЦ Metropolitan Mall - МФК «Киев» - ТРЦ «Конкорд» - ТРЦ «Экватор» | - ТРЦ «Злато місто» - ТРЦ «Паровоз» - ТД ЦУМ - ТЦ Олимп - ТЦ Мир |

#### Телевидение
- ТРК «Лтава»
- РИК «ІРТ»
- Студия «Місто»
- Телеканал «Poltavske.TV»

#### Радиостанции
FM диапазон:
- «Радио Maximum» (ранее «Радио 24») — 92,4 МГц
- Радио «Країна FM» — 98,7 МГц
- Радио «Ретро FM» — 99,1 МГц
- Радио «Люкс FM» — 99,5 МГц
- «Авторадио» Украина — 100,0 МГц
- Радио «Kiss FM» — 100,6 МГц
- Радио «Перец FM» (ранее «Стильное радио») — 101,3 МГц
- Радио «Культура» (ранее «Ваша Хвиля») — 101,8 МГц
- Радио «ХІТ-FM» — 102,3 МГц
- Радио «Power FM» (ранее «Шарманка») — 102,7 МГц
- Радио НВ (ранее «Эра») — 103,4 МГц
- «Наше радио» — 103,8 МГц
- «Русское Радио» Украина — 104,5 МГц
- Радио «Шансон» — 105,0 МГц
- Радио «Мелодия FM» — 105,8 МГц
- Радио NRJ (ранее «Europa Plus» Украина) — 106,8 МГц
- Радио «Пятница» — 107,2 МГц
- «Radio ROKS» — 107,8 МГц

#### Печатные издания
Глянцевый журнал «Колизей», «Яркий день в Полтаве», свадебный журнал «Bride», бизнес издание «Визитница», бесплатная еженедельная газета «Ваш Пульт», газеты «Вечерняя Полтава», рекламная газета «Наше Місто», рекламная газета «Полтава і полтавці», рекламная газета «Все про все», «Полтавська думка 2000», «Дачник+», «Для дому і сім'ї», «Жовта газета», «Коло», «хОЧУ иМЕТЬ», «Полтавский Вестник», «Премьер Дайджест», «Приватна газета», «Село Полтавське», «Телеграф», «Зоря Полтавщини», еженедельник «БиАф».

## Наука
- Украинский научно-исследовательский институт свиноводства

## Почётные граждане[80]
- Анатолий Кукоба
- Андрей Данилко
- Александр Онищенко
- Василий Таций
- Виктор Пожечевский
- Дмитрий Виноградец
- Леонид Кучма
- Николай Павлов
- Николай Скрипников
- Павел Попович

## Главы города Полтавы
- Яков Кищенко — городской глава 1802 г.
- Илья Прокофьев — городской глава 1804 г.
- Сергей Заньковский — полтавский городской голова в 1913—1917 (?) годах.
- Фёдор Борковский — бургомистр в годы немецкой оккупации (сентябрь 1941 — март 1942[81]), казнён немцами
- Андрей Репуленко — бургомистр в 1942 г.
- Пётр Галанин — бургомистр в 1942—1943 г., бывший царский офицер
- Анатолий Кукоба — полтавский городской глава (1990—2006).
- Андрей Матковский — городской глава, избранный на внеочередных выборах полтавского городского главы 26 октября 2006.
- Александр Мамай — городской глава, избранный на выборах полтавского городского главы 31 октября 2010[82]. 14 сентября 2018 был снят с должности решением городской рады, был переизбран 22 ноября 2020 на третий срок.
- Александр Шамота — был исполняющим обязанности городского главы начиная с 14 сентября 2018 вплоть до местных выборов 2020 года, 29 декабря 2020 передал должность избранному городскому главе.

## Полтава в филателии
Филателия на Полтавщине была основана в 1868 году выпуском земской почтой марки Пирятинского уезда, а позже ещё 11 уездов Полтавской губернии. За период с 1916 года уездные почтовые отделения издали 394 марки основных видов. Особого внимания стоит юбилейная серия из 7 марок в честь 200-летия Полтавской битвы, а также уникальная марка 1912 года, на которой была изображена улица села с украинскими хатами со стогами сена. Среди деятелей земской почты особого упоминания заслуживает глава управы П. П. Ганько — известный филателист, автор книги «Земская почта Полтавского уезда» (1914). Марки всех уездов Полтавской губернии вошли в «Каталог земских почтовых марок», который был издан в 1925 году уполномоченным ВЦИК по филателии и бонам Ф. Г. Чучиным. Широко развитой филателия была в послевоенные годы. В 50-х годах в Полтаве и Кременчуге появились кружки филателистов, которые позже объединились в городские сообщества. В 1962 году было официально зарегистрировано Полтавское городское объединение коллекционеров, которое позже расширилось до областного.

## Города-побратимы
- Велико-Тырново, Болгария.
- Лайнфельден-Эхтердинген, Германия.
- Остфильдерн, Германия.
- Фильдерштадт, Германия.
- Боржоми, Грузия
- Дунъин, Китай.
- Циньхуай, Китай.
- Флинт, США.
- Ницца, Франция.